# Première présidence de Donald Trump
Pour la seconde présidence depuis 2025, voir Seconde présidence de Donald Trump
45e président des États-Unis
Présidence de Barack Obama Présidence de Joe Biden
La première présidence de Donald Trump, 45e président des États-Unis, commence le 20 janvier 2017, faisant suite à celle de Barack Obama. Le Parti républicain occupe alors la présidence en plus du Sénat et de la Chambre des représentants, alors qu'il est déjà majoritaire dans les deux assemblées lors du second mandat d'Obama. Durant la campagne, Donald Trump choisit comme colistier le gouverneur de l'Indiana, Mike Pence, qui occupe le poste de vice-président des États-Unis durant la totalité du quadriennat. Le mandat de Donald Trump se termine le 20 janvier 2021 pour laisser place à celui de Joe Biden.

## Élection
Le 8 novembre 2016, le candidat du Parti républicain, l'homme d'affaires Donald Trump, propriétaire de The Trump Organization et novice en politique, déjoue la plupart des pronostics et remporte l'élection présidentielle américaine face à la candidate démocrate, Hillary Clinton, pourtant donnée favorite par les sondages. Il l'emporte en gagnant la plupart des « swing states » (Ohio, Floride, Iowa, Caroline du Nord, Wisconsin) mais également plusieurs États votant traditionnellement démocrate (Michigan, Pennsylvanie). Trump fédère ainsi sur sa candidature l'Amérique « blanche », principalement rurale et issue d'anciens bastions industriels touchés par la crise économique.
L'élection de Donald Trump et son colistier Mike Pence, gouverneur de l'Indiana, est formellement ratifiée par les grands électeurs du collège électoral des États-Unis le 19 décembre 2016, à 304 voix sur 538. Si Trump et Pence possèdent une avance confortable en termes de grands électeurs grâce aux États peu peuplés, ce sont leurs rivaux démocrates qui remportent le plus de votes populaires, comme cela a été le cas lors de l'élection présidentielle de 2000 entre le républicain George W. Bush et le démocrate Al Gore.
Après son investiture, Trump ne publie pas ses déclarations de revenus, alors que d'autres candidats le font auparavant comme telle est la tradition. Au lendemain de l'élection, de nombreuses manifestations émergent à travers le pays. Le 21 janvier, jour suivant l'investiture, est également organisée à Washington, D.C. une marche féministe protestant contre le sexisme du nouveau président, rassemblant plus de personnes que la cérémonie d'investiture.

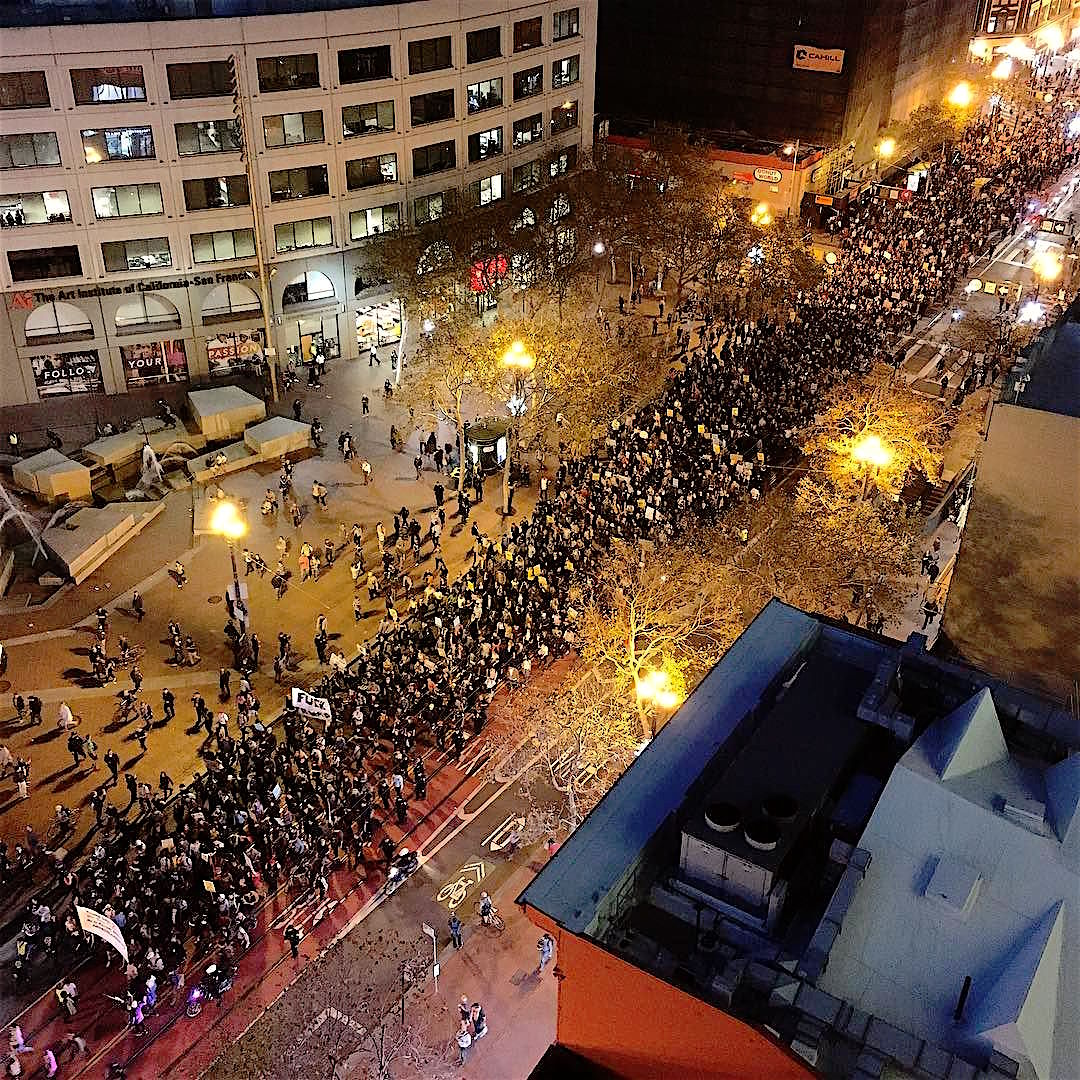
Foule à San Francisco protestant contre le président élu.
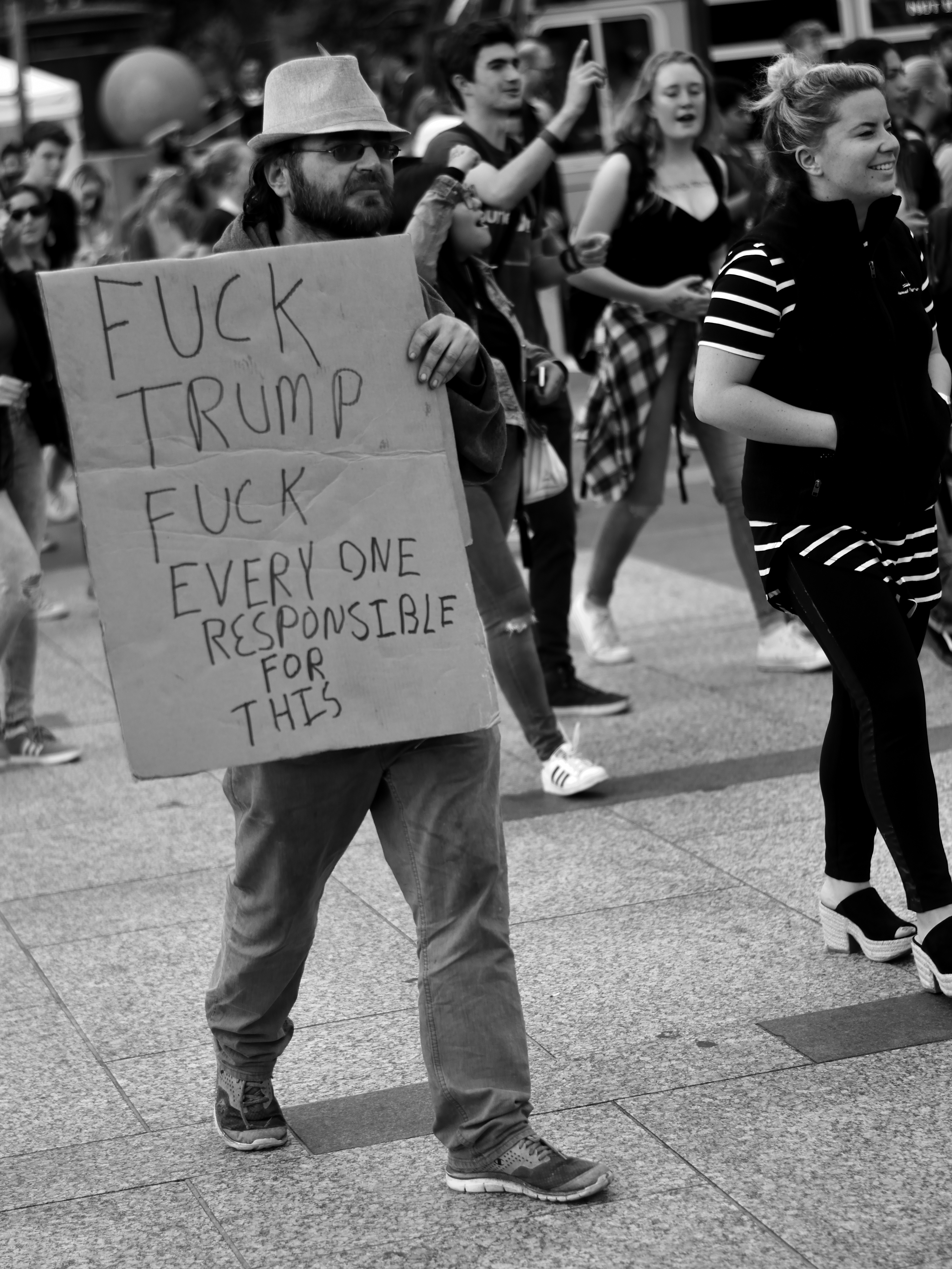
Manifestant tenant une pancarte sur laquelle est écrit « Fuck Trump ».
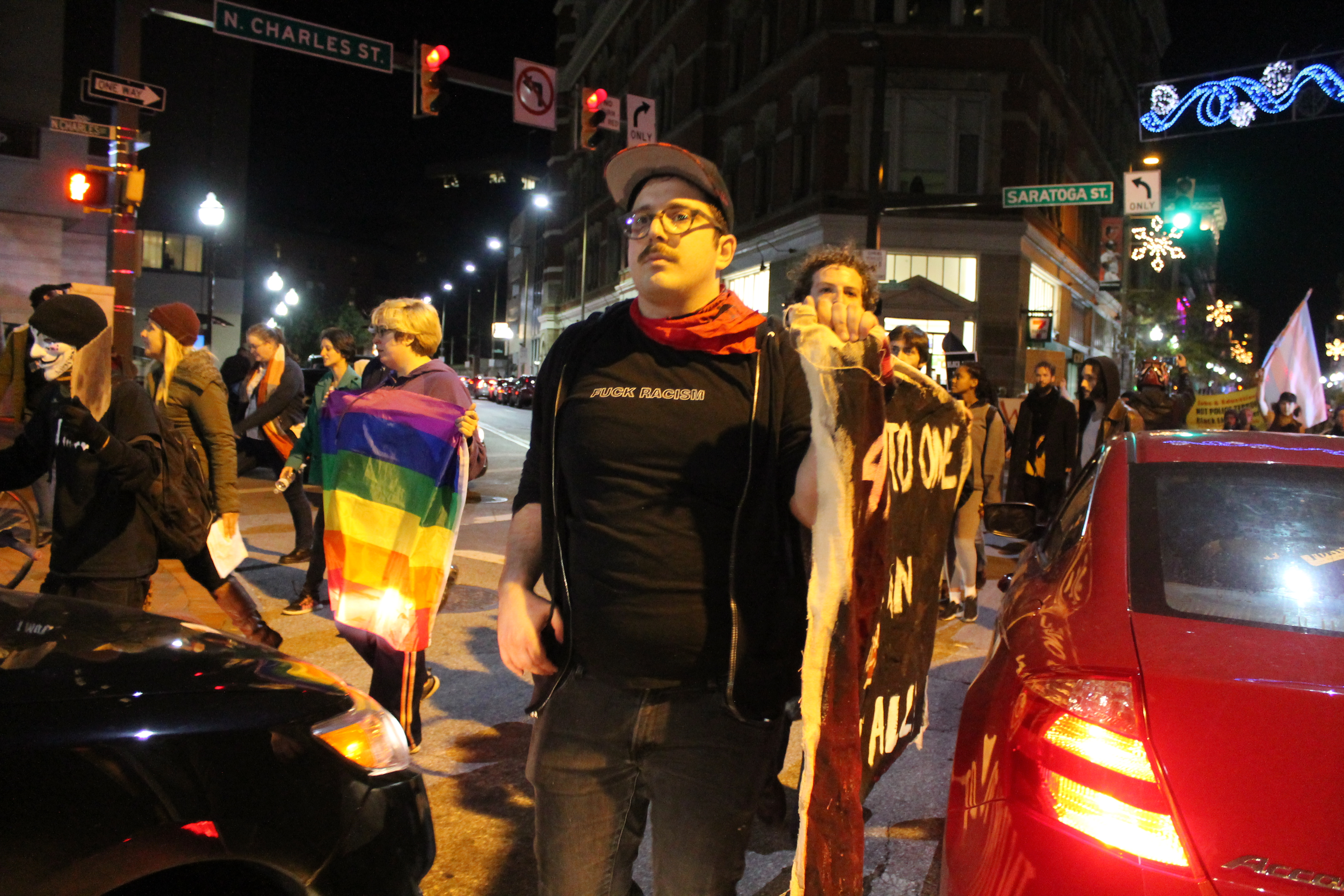
Groupe de personnes rassemblées contre Trump à Baltimore.

## Chronologie de la transition

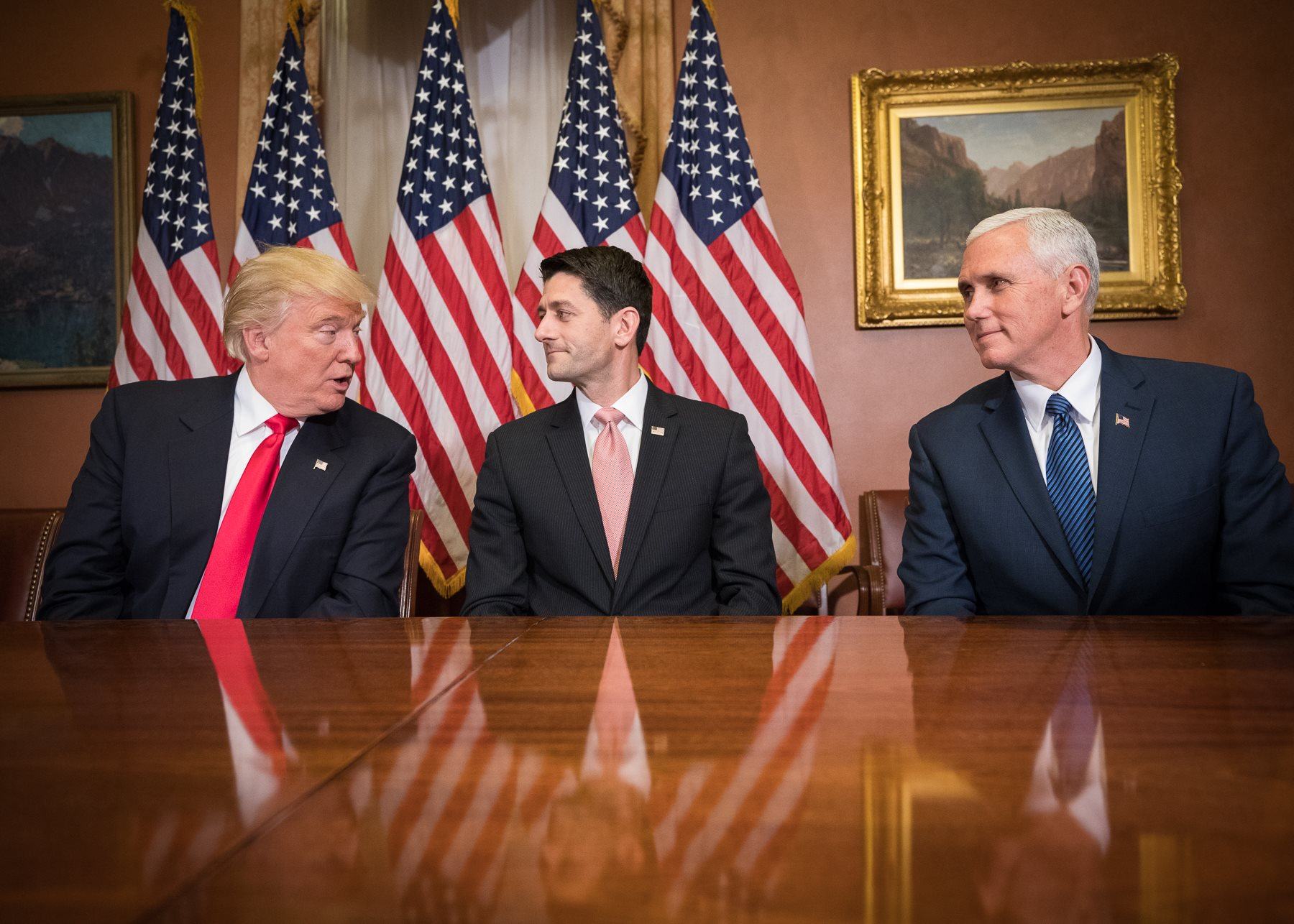
Le président élu Trump et le vice-président élu Pence avec le président de la Chambre des représentants des États-Unis, le républicain Paul Ryan, le 10 novembre 2016.
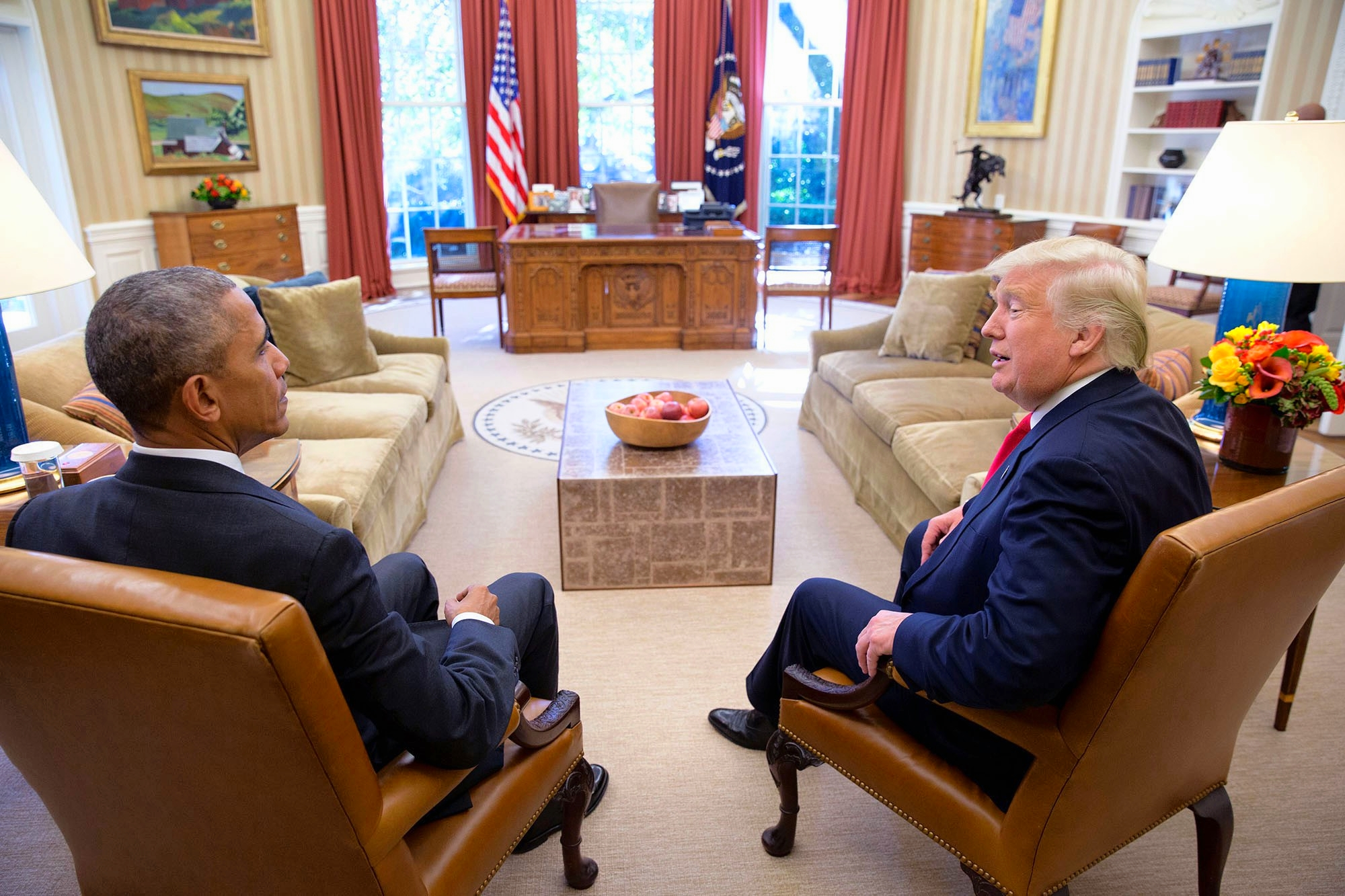
Rencontre entre le président Obama et le président élu Trump à la Maison-Blanche, le 10 novembre 2016.
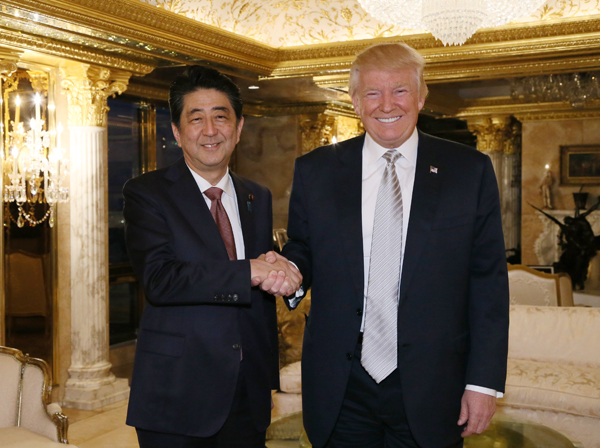
Rencontre avec le Premier ministre du Japon, Shinzō Abe, à la Trump Tower, le 17 novembre 2016.

### Rencontre avec le président Obama
La période de transition présidentielle démarre dès le lendemain de l'élection de Donald Trump. Cette période doit permettre au président élu de prendre connaissance des dossiers en cours et de mettre en place l'organisation de son cabinet (nomination des secrétaires et hauts fonctionnaires) afin qu'il soit opérationnel dès sa prise de fonction le 20 janvier 2017.
Après s'être durement opposé à Trump durant la campagne, Barack Obama s'engage à une transition en douceur avec son successeur, comme tel est traditionnellement le cas aux États-Unis. Dès le 9 novembre, il invite son successeur à la Maison-Blanche pour une première entrevue. Le lendemain, Trump est reçu par le président sortant, dans le Bureau ovale.

### Équipe de transition

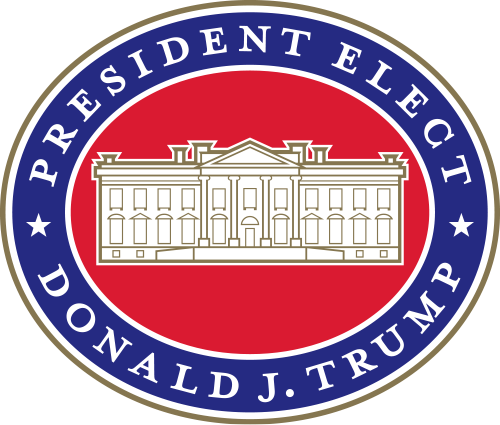
Logotype de la transition présidentielle de Donald Trump.

Isolé pendant la campagne par des membres importants du Parti républicain comme Paul Ryan, John McCain ou Mitt Romney, le président élu met en place son futur gouvernement. Le 11 novembre 2016, il étoffe et réorganise son équipe de transition. La direction de l'équipe est confiée au vice-président élu, Mike Pence. Le gouverneur du New Jersey, Chris Christie, en devient le vice-président. Font également partie de cette équipe plusieurs des soutiens indéfectibles de la campagne :
- Rudy Giuliani, ancien maire de New York ;
- Newt Gingrich, ancien président de la Chambre des représentants des États-Unis ;
- Reince Priebus, président du Comité national républicain ;
- Jeff Sessions, sénateur des États-Unis pour l'Alabama.

Bien que ces derniers sont tous régulièrement cités dans les médias comme devant occuper des postes importants du futur cabinet, seuls deux entrent effectivement au gouvernement. Le 13 novembre, Trump annonce la nomination au poste stratégique de chef de cabinet de la Maison-Blanche de Priebus, entretenant de bonnes relations avec le président de la Chambre des représentants des États-Unis, Paul Ryan, qui s'oppose à Trump durant la campagne. La nomination est vue comme une main tendue aux républicains modérés. Jeff Sessions est proposé au poste de procureur général des États-Unis le 18 novembre.
Les trois enfants de Trump les plus âgés sont également présents dans l'équipe de transition : Donald Trump, Jr., Eric Trump et Ivanka Trump, ainsi que le mari de cette dernière, Jared Kushner, pressenti pour devenir un proche conseiller du président.

### Nominations controversées
Donald Trump nomme son ancien directeur général de campagne, Steve Bannon, au poste de « haut conseiller et chef de la stratégie » à la Maison-Blanche, fait controversé jusque dans les rangs du Parti républicain, Bannon étant accusé d'avoir fait preuve d'« antisémitisme » et de « racisme » lorsqu'il alimentait un site en ligne.
La décision de faire entrer Jeff Sessions au cabinet fait également polémique : ce dernier dirige le département de la Justice alors que le Sénat rejette sa nomination par Ronald Reagan dans les années 1980 à un poste de juge fédéral, pour des commentaires avérés ouvertement discriminatoires envers les Noirs et en faveur du Ku Klux Klan. Une lettre ouverte signée par 1 400 professeurs de droit appelle le Sénat à rejeter sa nomination. Cependant, il reçoit le soutien de la sénatrice républicaine modérée Susan Collins, qui estime que les attaques envers sa personne sont « injustes », ainsi que Gerald A. Reynolds, avocat noir et ancien président de la Commission on Civil Rights (2004-2011).
La nomination de Betsy DeVos au département de l'Éducation suscite également la controverse. Lors de son audition au Sénat en vue du vote de confirmation, elle se montre incapable de répondre à plusieurs questions et cite de fausses statistiques. Deux sénatrices républicaines modérées, Lisa Murkowski et Susan Collins, s'opposent à son investiture, tout comme l'ensemble des sénateurs démocrates, soit cinquante sénateurs sur cent. Le Sénat étant dans l'incapacité de se départager, le vice-président Mike Pence est appelé à voter. Ce dernier vote logiquement en faveur de la confirmation de DeVos, dans le cadre d'une première historique, jamais un vice-président n'ayant auparavant à trancher une nomination à la tête d'un département fédéral.
Andrew Puzder, PDG du groupe de restauration rapide CKE Restaurants, désigné comme secrétaire au Travail, retire sa candidature après la publication par la presse de révélations sur sa vie privée, notamment de violences conjugales. Alors qu'il fait déjà face à l'opposition des sénateurs démocrates, ces révélations amènent plusieurs sénateurs républicains à annoncer qu'ils ne soutiendront pas sa candidature dans l'éventualité d'un vote. Trump le remplace alors par l'universitaire et ancien procureur fédéral Alexander Acosta, plus consensuel.

## Composition du gouvernement

### Vice-président
Le vice-président est désigné en même temps que le président des États-Unis. Il n'est pas membre à proprement parler du cabinet mais siège aux réunions de celui-ci. Il est également président du Sénat des États-Unis. Si le président change de vice-président en cours de mandature, celui-ci est confirmé par un vote du Sénat comme les autres membres du cabinet.
| Rang | Fonction       | Titulaire  | Titulaire | Parti | Parti       | Mandat                                    |
| ---- | -------------- | ---------- | --------- | ----- | ----------- | ----------------------------------------- |
| 1    | Vice-président | Mike Pence |           |       | Républicain | 20 janvier 2017 - 20 janvier 2021 (4 ans) |

### Membres du cabinet
Contrairement au président et au vice-président, désignés par le vote du collège électoral des États-Unis, tous les autres membres du cabinet présidentiel désignés par le président élu doivent faire l'objet de l'approbation du Sénat pour chacun de leur poste avant de prendre leurs fonctions de manière effective, en vertu de l'article II de la Constitution des États-Unis, section II, clause 2 (« Avis et consentement »).
Les principaux départements, dont les secrétaires ne sont pas confirmés avant le 20 janvier par le Sénat, sont dirigés par intérim par des membres apolitiques de leur administration. Le secrétaire aux Anciens combattants David Shulkin est le seul membre de l'administration Trump à faire l'unanimité au Sénat, obtenant cent voix lors de sa nomination.
| Rang | Fonction                                          | Titulaire                       | Titulaire | Parti | Parti        | Mandat                                                         | Confirmation                               |
| ---- | ------------------------------------------------- | ------------------------------- | --------- | ----- | ------------ | -------------------------------------------------------------- | ------------------------------------------ |
| 2    | Secrétaire d'État                                 | Rex Tillerson                   |           |       | Républicain  | 1er février 2017 – 31 mars 2018 (1 an, 1 mois et 30 jours)     | 56-43                                      |
| 2    | Secrétaire d'État                                 | John J. Sullivan (intérim)      |           |       | Républicain  | 1er avril – 26 avril 2018 (25 jours)                           | —                                          |
| 2    | Secrétaire d'État                                 | Mike Pompeo                     |           |       | Républicain  | 26 avril 2018 - 20 janvier 2021 (2 ans, 8 mois et 25 jours)    | 57-42                                      |
| 3    | Secrétaire au Trésor                              | Steven Mnuchin                  |           |       | Républicain  | 13 février 2017 - 20 janvier 2021 (3 ans, 11 mois et 7 jours)  | 53-47                                      |
| 4    | Secrétaire à la Défense                           | James Mattis                    |           |       | Indépendant  | 20 janvier 2017 – 1er janvier 2019 (1 an, 11 mois et 12 jours) | 98-1                                       |
| 4    | Secrétaire à la Défense                           | Patrick Shanahan (intérim)      |           |       | Indépendant  | 1er janvier – 24 juin 2019 (5 mois et 23 jours)                | —                                          |
| 4    | Secrétaire à la Défense                           | Mark T. Esper (intérim)         |           |       | Républicain  | 24 juin – 15 juillet 2019 (21 jours)                           | —                                          |
| 4    | Secrétaire à la Défense                           | Richard V. Spencer (intérim)    |           |       | Indépendant  | 15 juillet – 23 juillet 2019 (8 jours)                         | —                                          |
| 4    | Secrétaire à la Défense                           | Mark T. Esper                   |           |       | Républicain  | 23 juillet 2019 - 9 novembre 2020 (1 an, 3 mois et 17 jours)   | 90-8                                       |
| 4    | Secrétaire à la Défense                           | Christopher C. Miller (intérim) |           |       | Indépendant  | 9 novembre 2020 - 20 janvier 2021 (2 mois et 11 jours)         | —                                          |
| 5    | Procureur général                                 | Jeff Sessions                   |           |       | Républicain  | 8 février 2017 – 7 novembre 2018 (1 an, 8 mois et 30 jours)    | 52-47                                      |
| 5    | Procureur général                                 | Matthew Whitaker (intérim)      |           |       | Républicain  | 7 novembre 2018 – 14 février 2019 (3 mois et 7 jours)          | —                                          |
| 5    | Procureur général                                 | William Barr                    |           |       | Républicain  | 14 février 2019 – 23 décembre 2020 (1 an, 10 mois et 9 jours)  | 54-45                                      |
| 5    | Procureur général                                 | Jeffrey Rosen (intérim)         |           |       | Républicain  | 24 décembre 2020 - 20 janvier 2021 (27 jours)                  | —                                          |
| 6    | Secrétaire à l'Intérieur                          | Ryan Zinke                      |           |       | Républicain  | 1er mars 2017 – 2 janvier 2019 (1 an, 10 mois et 1 jour)       | 68-31                                      |
| 6    | Secrétaire à l'Intérieur                          | David Bernhardt                 |           |       | Républicain  | 2 janvier 2019 - 20 janvier 2021 (2 ans et 18 jours)           | 56-41                                      |
| 7    | Secrétaire à l'Agriculture                        | Sonny Perdue                    |           |       | Républicain  | 25 avril 2017 - 20 janvier 2021 (3 ans, 8 mois et 26 jours)    | 87-11                                      |
| 8    | Secrétaire au Commerce                            | Wilbur L. Ross Jr.              |           |       | Républicain  | 28 février 2017 - 20 janvier 2021 (3 ans, 10 mois et 23 jours) | 72-28                                      |
| 9    | Secrétaire au Travail                             | Alexander Acosta                |           |       | Républicain  | 28 avril 2017 – 19 juillet 2019 (2 ans, 2 mois et 21 jours)    | 60-38                                      |
| 9    | Secrétaire au Travail                             | Patrick Pizzella (intérim)      |           |       | Républicain  | 19 juillet – 30 septembre 2019 (2 mois et 11 jours)            | —                                          |
| 9    | Secrétaire au Travail                             | Eugene Scalia                   |           |       | Républicain  | 30 septembre 2019 - 20 janvier 2021 (1 an, 3 mois et 21 jours) | 53-44                                      |
| 10   | Secrétaire à la Santé et aux Services sociaux     | Tom Price                       |           |       | Républicain  | 10 février – 29 septembre 2017 (7 mois et 19 jours)            | 52-47                                      |
| 10   | Secrétaire à la Santé et aux Services sociaux     | Don J. Wright (intérim)         |           |       | Indépendant  | 29 septembre – 10 octobre 2017 (11 jours)                      | —                                          |
| 10   | Secrétaire à la Santé et aux Services sociaux     | Eric Hargan (intérim)           |           |       | Républicain  | 10 octobre 2017 – 29 janvier 2018 (3 mois et 19 jours)         | —                                          |
| 10   | Secrétaire à la Santé et aux Services sociaux     | Alex Azar                       |           |       | Républicain  | 29 janvier 2018 - 20 janvier 2021 (2 ans, 11 mois et 22 jours) | 55-43                                      |
| 11   | Secrétaire au Logement et au Développement urbain | Ben Carson                      |           |       | Républicain  | 2 mars 2017 - 20 janvier 2021 (3 ans, 10 mois et 18 jours)     | 58-41                                      |
| 12   | Secrétaire aux Transports                         | Elaine Chao                     |           |       | Républicain  | 31 janvier 2017 - 11 janvier 2021 (3 ans, 11 mois et 11 jours) | 93-6                                       |
| 12   | Secrétaire aux Transports                         | Steven G. Bradbury (intérim)    |           |       | Républicain  | 12 - 20 janvier 2021 (8 jours)                                 | —                                          |
| 13   | Secrétaire à l'Énergie                            | Rick Perry                      |           |       | Républicain  | 2 mars 2017 – 1er décembre 2019 (2 ans, 8 mois et 29 jours)    | 62-37                                      |
| 13   | Secrétaire à l'Énergie                            | Dan Brouillette                 |           |       | Républicain  | 1er décembre 2019 - 20 janvier 2021 (1 an, 1 mois et 19 jours) | 70-15                                      |
| 14   | Secrétaire à l'Éducation                          | Betsy DeVos                     |           |       | Républicain  | 7 février 2017 – 8 janvier 2021 (3 ans, 11 mois et 1 jour)     | 51-50 (incluant le vote du vice-président) |
| 14   | Secrétaire à l'Éducation                          | Mick Zais (en) (intérim)        |           |       | Républicain  | 8 - 20 janvier 2021 (12 jours)                                 | —                                          |
| 15   | Secrétaire aux Anciens combattants                | David Shulkin                   |           |       | Indépendant  | 13 février 2017 – 28 mars 2018 (1 an, 1 mois et 15 jours)      | 100-0                                      |
| 15   | Secrétaire aux Anciens combattants                | Robert Wilkie (intérim)         |           |       | Républicain  | 28 mars – 29 mai 2018 (2 mois et 1 jour)                       | —                                          |
| 15   | Secrétaire aux Anciens combattants                | Peter O'Rourke (intérim)        |           |       | Indépendant  | 29 mai – 30 juillet 2018 (2 mois et 1 jour)                    | —                                          |
| 15   | Secrétaire aux Anciens combattants                | Robert Wilkie                   |           |       | Républicain  | 30 juillet 2018 - 20 janvier 2021 (2 ans, 5 mois et 21 jours)  | 86-9                                       |
| 16   | Secrétaire à la Sécurité intérieure               | John F. Kelly                   |           |       | Indépendant  | 20 janvier – 31 juillet 2017 (6 mois et 11 jours)              | 88-11                                      |
| 16   | Secrétaire à la Sécurité intérieure               | Elaine Duke (intérim)           |           |       | Indépendante | 31 juillet – 6 décembre 2017 (4 mois et 5 jours)               | —                                          |
| 16   | Secrétaire à la Sécurité intérieure               | Kirstjen Nielsen                |           |       | Indépendante | 6 décembre 2017 – 10 avril 2019 (1 an, 4 mois et 4 jours)      | 62-37                                      |
| 16   | Secrétaire à la Sécurité intérieure               | Kevin McAleenan (intérim)       |           |       | Indépendant  | 10 avril – 13 novembre 2019 (7 mois et 3 jours)                | —                                          |
| 16   | Secrétaire à la Sécurité intérieure               | Chad Wolf (intérim)             |           |       | Républicain  | 13 novembre 2019 - 11 janvier 2021 (1 an, 1 mois et 29 jours)  | —                                          |
| 16   | Secrétaire à la Sécurité intérieure               | Peter T. Gaynor (intérim)       |           |       | Indépendant  | 11 - 20 janvier 2021 (9 jours)                                 | —                                          |

### Postes de gouvernement ayant rang au cabinet
Huit postes officiels ont rang au cabinet, ce qui signifie qu'ils sont autorisés à assister à ses réunions, mais ne sont pas des secrétaires (Secretaries) responsables d'un département (Department). Les occupants ne figurent cependant pas dans l'ordre de succession présidentielle.
| Rang | Fonction                                                    | Titulaire                        | Titulaire | Parti | Parti        | Mandat                                                        | Confirmation |
| ---- | ----------------------------------------------------------- | -------------------------------- | --------- | ----- | ------------ | ------------------------------------------------------------- | ------------ |
| 17   | Chef de cabinet de la Maison-Blanche                        | Reince Priebus                   |           |       | Républicain  | 20 janvier – 31 juillet 2017 (6 mois et 11 jours)             | —            |
| 17   | Chef de cabinet de la Maison-Blanche                        | John F. Kelly                    |           |       | Indépendant  | 31 juillet 2017 – 2 janvier 2019 (1 an, 5 mois et 2 jours)    | —            |
| 17   | Chef de cabinet de la Maison-Blanche                        | Mick Mulvaney (intérim)          |           |       | Républicain  | 2 janvier 2019 – 31 mars 2020 (1 an, 2 mois et 29 jours)      | —            |
| 17   | Chef de cabinet de la Maison-Blanche                        | Mark Meadows                     |           |       | Républicain  | 31 mars 2020 - 20 janvier 2021 (9 mois et 20 jours)           | —            |
| 18   | Représentant au commerce                                    | Robert Lighthizer                |           |       | Républicain  | 15 mai 2017 - 20 janvier 2021 (3 ans, 8 mois et 5 jours)      | 82-14        |
| 19   | Directeur du renseignement national                         | Dan Coats                        |           |       | Républicain  | 16 mars 2017 – 15 août 2019 (2 ans, 4 mois et 30 jours)       | 85-15        |
| 19   | Directeur du renseignement national                         | Joseph Maguire (intérim)         |           |       | Indépendant  | 16 août 2019 – 20 février 2020 (6 mois et 4 jours)            | —            |
| 19   | Directeur du renseignement national                         | Richard Grenell (intérim)        |           |       | Républicain  | 20 février – 26 mai 2020 (3 mois et 6 jours)                  | —            |
| 19   | Directeur du renseignement national                         | John Ratcliffe                   |           |       | Républicain  | 26 mai 2020 - 20 janvier 2021 (7 mois et 25 jours)            | 49-44        |
| 20   | Ambassadeur américain aux Nations unies                     | Nikki Haley                      |           |       | Républicain  | 25 janvier 2017 – 1er janvier 2019 (1 an, 11 mois et 7 jours) | 96-4         |
| 20   | Ambassadeur américain aux Nations unies                     | Jonathan R. Cohen (en) (intérim) |           |       | Indépendant  | 1er janvier – 12 septembre 2019 (8 mois et 11 jours)          | —            |
| 20   | Ambassadeur américain aux Nations unies                     | Kelly Knight Craft               |           |       | Républicain  | 12 septembre 2019 - 20 janvier 2021 (1 an, 4 mois et 8 jours) | 56-34        |
| 21   | Directeur du Bureau de la gestion et du budget              | Mick Mulvaney                    |           |       | Républicain  | 16 février 2017 – 31 mars 2020 (3 ans, 1 mois et 14 jours)    | 51-49        |
| 21   | Directeur du Bureau de la gestion et du budget              | Russell Vought                   |           |       | Républicain  | 31 mars 2020 - 20 janvier 2021 (9 mois et 20 jours)           | 51-45        |
| 22   | Directeur de la Central Intelligence Agency                 | Mike Pompeo                      |           |       | Républicain  | 23 janvier 2017 – 26 avril 2018 (1 an, 3 mois et 3 jours)     | 66-32        |
| 22   | Directeur de la Central Intelligence Agency                 | Gina Haspel                      |           |       | Indépendante | 26 avril 2018 - 20 janvier 2021 (2 ans, 8 mois et 25 jours)   | 55-45        |
| 23   | Administrateur de l'Agence de protection de l'environnement | Scott Pruitt                     |           |       | Républicain  | 17 février 2017 – 9 juillet 2018 (1 an, 4 mois et 22 jours)   | 52-46        |
| 23   | Administrateur de l'Agence de protection de l'environnement | Andrew R. Wheeler                |           |       | Républicain  | 9 juillet 2018 - 20 janvier 2021 (2 ans, 6 mois et 11 jours)  | 52-47        |
| 24   | Administrateur de la Small Business Administration          | Linda McMahon                    |           |       | Républicain  | 14 février 2017 – 12 avril 2019 (2 ans, 1 mois et 29 jours)   | 81-19        |
| 24   | Administrateur de la Small Business Administration          | Chris Pilkerton (en) (intérim)   |           |       | Indépendant  | 13 avril 2019 – 15 janvier 2020 (9 mois et 2 jours)           | —            |
| 24   | Administrateur de la Small Business Administration          | Jovita Carranza                  |           |       | Républicain  | 15 janvier 2020 - 20 janvier 2021 (1 an et 5 jours)           | 88-5         |

### Autres postes d'importance n'ayant pas de rang au cabinet
En raison du fait que Jared Kushner et Ivanka Trump sont respectivement le gendre et la fille du président, ils ne sont pas rémunérés pour leurs activités à la Maison-Blanche.
| Fonction                                           | Titulaire                        | Titulaire | Parti | Parti       | Mandat                                                               |
| -------------------------------------------------- | -------------------------------- | --------- | ----- | ----------- | -------------------------------------------------------------------- |
| Haut conseiller du président                       | Jared Kushner                    |           |       | Républicain | 20 janvier 2017 - 20 janvier 2021 (4 ans)                            |
| Haut conseiller du président                       | Stephen Miller                   |           |       | Républicain | 20 janvier 2017 - 20 janvier 2021 (4 ans)                            |
| Haut conseiller du président                       | Ivanka Trump                     |           |       | Républicain | Depuis le 29 mars 2017 - 20 janvier 2021 (3 ans, 9 mois et 22 jours) |
| Haut conseiller du président                       | Kevin Hassett (en)               |           |       | Républicain | 15 avril – 1er juillet 2020 (2 mois et 16 jours)                     |
| Conseiller du président                            | Kellyanne Conway                 |           |       | Républicain | 20 janvier 2017 – 31 août 2020 (3 ans, 7 mois et 11 jours)           |
| Conseiller du président                            | Steve Bannon                     |           |       | Républicain | 20 janvier – 18 août 2017 (6 mois et 29 jours)                       |
| Conseiller du président                            | Johnny DeStefano (en)            |           |       | Républicain | 9 février 2018 – 24 mai 2019 (1 an, 3 mois et 15 jours)              |
| Conseiller du président                            | Hope Hicks                       |           |       | Républicain | 9 mars 2020 - 20 janvier 2021 (10 mois et 11 jours)                  |
| Conseiller du président                            | Derek Lyons (en)                 |           |       | Républicain | 20 mai 2020 - 20 janvier 2021 (8 mois)                               |
| Conseiller à la sécurité nationale                 | Michael T. Flynn                 |           |       | Républicain | 20 janvier – 13 février 2017 (24 jours)                              |
| Conseiller à la sécurité nationale                 | Keith Kellogg (intérim)          |           |       | Républicain | 13 – 20 février 2017 (7 jours)                                       |
| Conseiller à la sécurité nationale                 | H. R. McMaster                   |           |       | Indépendant | 20 février 2017 – 9 avril 2018 (1 an, 1 mois et 20 jours)            |
| Conseiller à la sécurité nationale                 | John R. Bolton                   |           |       | Républicain | 9 avril 2018 – 10 septembre 2019 (1 an, 5 mois et 1 jour)            |
| Conseiller à la sécurité nationale                 | Charles Kupperman (en) (intérim) |           |       | Républicain | 10 – 18 septembre 2019 (8 jours)                                     |
| Conseiller à la sécurité nationale                 | Robert C. O'Brien                |           |       | Républicain | 18 septembre 2019 - 20 janvier 2021 (1 an, 4 mois et 2 jours)        |
| Porte-parole de la Maison-Blanche                  | Sean Spicer                      |           |       | Républicain | 20 janvier – 21 juillet 2017 (6 mois et 1 jour)                      |
| Porte-parole de la Maison-Blanche                  | Sarah Huckabee Sanders           |           |       | Républicain | 26 juillet 2017 – 1er juillet 2019 (1 an, 11 mois et 5 jours)        |
| Porte-parole de la Maison-Blanche                  | Stephanie Grisham                |           |       | Républicain | 1er juillet 2019 – 7 avril 2020 (9 mois et 6 jours)                  |
| Porte-parole de la Maison-Blanche                  | Kayleigh McEnany                 |           |       | Républicain | 7 avril 2020 - 20 janvier 2021 (9 mois et 13 jours)                  |
| Directeur de la communication de la Maison-Blanche | Sean Spicer                      |           |       | Républicain | 20 janvier – 6 mars 2017 (1 mois et 14 jours)                        |
| Directeur de la communication de la Maison-Blanche | Michael Dubke (en)               |           |       | Républicain | 6 mars – 2 juin 2017 (2 mois et 27 jours)                            |
| Directeur de la communication de la Maison-Blanche | Sean Spicer (intérim)            |           |       | Républicain | 2 juin – 21 juillet 2017 (1 mois et 19 jours)                        |
| Directeur de la communication de la Maison-Blanche | Anthony Scaramucci               |           |       | Républicain | 21 – 31 juillet 2017 (10 jours)                                      |
| Directeur de la communication de la Maison-Blanche | Hope Hicks                       |           |       | Républicain | 16 août 2017 – 29 mars 2018 (7 mois et 13 jours)                     |
| Directeur de la communication de la Maison-Blanche | Bill Shine                       |           |       | Républicain | 5 juillet 2018 – 8 mars 2019 (8 mois et 3 jours)                     |
| Directeur de la communication de la Maison-Blanche | Stephanie Grisham                |           |       | Républicain | 1er juillet 2019 – 7 avril 2020 (9 mois et 6 jours)                  |

## Investiture

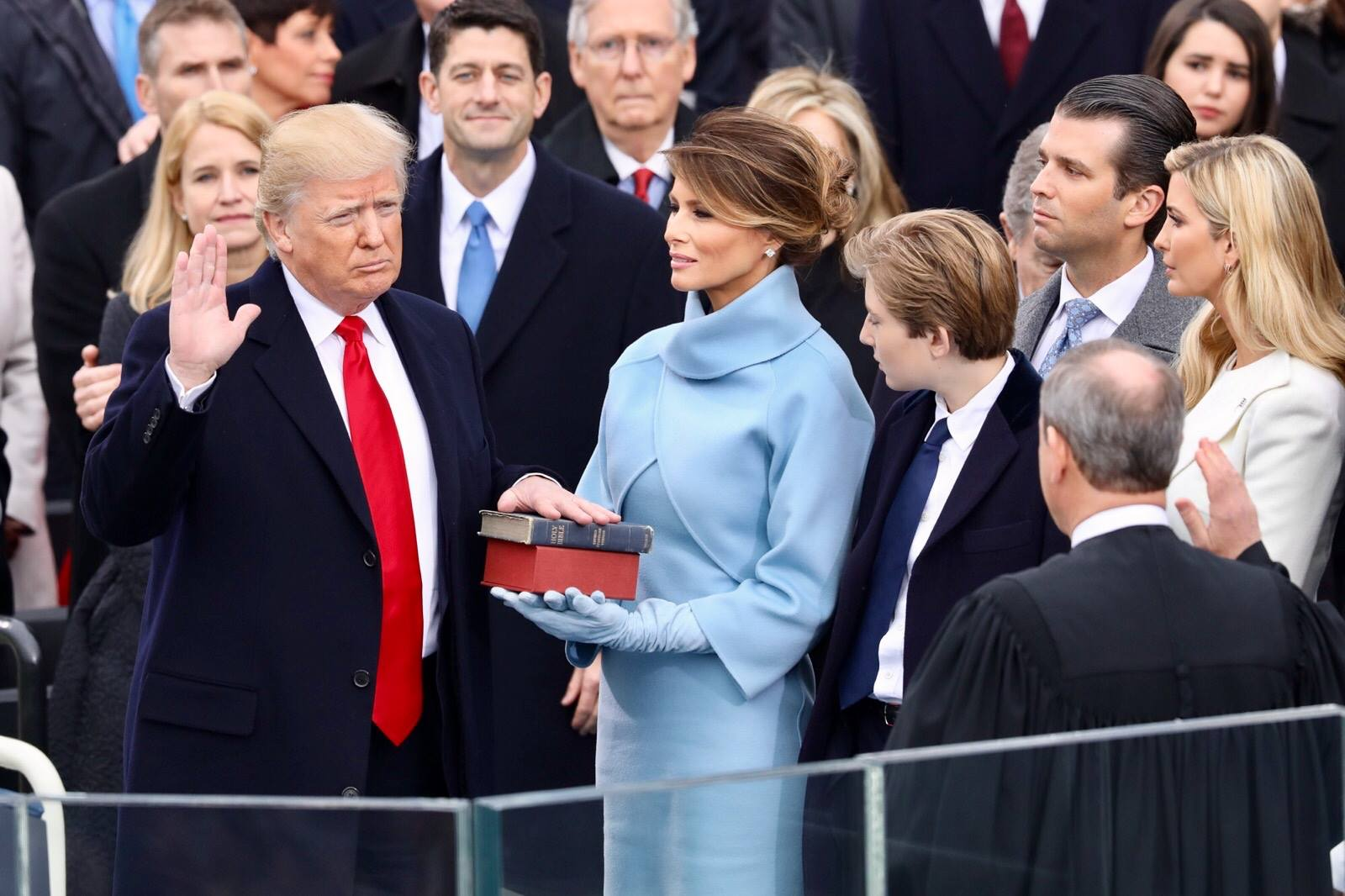
Prestation de serment de Donald Trump le 20 janvier 2017.

Donald Trump prête serment sur la Constitution des États-Unis devant le juge en chef des États-Unis, John G. Roberts, Jr., le 20 janvier 2017 à midi (GMT-5). L'événement prend place sur les marches du Capitole des États-Unis, en présence du président sortant, Barack Obama.
Il est le troisième président américain, après Herbert Hoover et John Fitzgerald Kennedy, à refuser un salaire pour l'exercice de ses fonctions. Il fait intégralement don de l'argent perçu à diverses organisations caritatives.

## Politique intérieure

### Admission des réfugiés et immigration
Le 27 janvier 2017, Trump suspend le programme fédéral d'admission et de réinstallation de réfugiés de pays en guerre pour une durée de quatre mois. Il bloque, pour trois mois, l'arrivée des ressortissants de sept pays à majorité musulmane par le décret Protéger la Nation de l'entrée de terroristes étrangers aux États-Unis : Irak, Iran, Libye, Somalie, Soudan, Syrie et Yémen. Donald Trump stoppe l'arrivée de tous réfugiés syriens jusqu'à nouvel ordre,.
Le décret semble avoir été rédigé dans la précipitation et sans consultation préalable du ministère de la justice. Ainsi Kjell Magne Bondevik, qui fut à deux reprises premier ministre de la Norvège se voit retenu et interrogé pendant une heure à l'aéroport international de Washington-Dulles parce que son passeport diplomatique montre qu'il s'est rendu en Iran en 2014. Alors que plusieurs dizaines de personnes sont détenues depuis leur descente de l'avion, les juges fédérales Ann Donnelly, Leonie Brinkema (en) et Allison Dale Burroughs (en) ordonnent la libération des individus détenteurs de visas en règle et déclarent que ne peuvent être envoyées dans un pays tiers sans leur accord des détenteurs d'un statut de réfugié, d'une carte de résident permanent aux États-Unis ou d'un visa de visite et des citoyens naturalisés américains, suspendant de facto l'ordre exécutif de Trump. Trump doit aussi faire face à des manifestations aux aéroports de New York, Chicago, San Francisco ou Dallas, à des plaintes de l'ACLU et à l'opposition de 16 procureurs généraux d'États américains. Il s'expose à des critiques de personnalités politiques, majoritairement démocrates, à l'image de Chuck Schumer, Bernie Sanders, Elizabeth Warren ou Ben Cardin, qui déclare que « le décret cruel du président Trump sur les réfugiés sape nos valeurs fondamentales et nos traditions, menace notre sécurité nationale et démontre une méconnaissance totale de notre strict processus de vérification, le plus minutieux du monde », mais également républicaines, telles que Rob Portman, Lindsey Graham, Arnold Schwarzenegger, Bob Corker, John McCain et Dick Cheney, pourtant partisan d'une ligne dure sur le terrorisme, qui affirme que le décret est « non américain ». À l'étranger, de nombreux pays condamnent l'action alors que l'Iran et l'Irak déclarent qu'ils vont appliquer la réciprocité envers les citoyens américains après un vote de leur Parlement.
Le 30 janvier, Trump renvoie pour « trahison » la ministre de la Justice par intérim Sally Yates, qui avait contesté la légalité du décret anti-immigration. Il nomme Dana Boente (en) comme remplaçante intérimaire.
Le 3 février 2017, un juge fédéral de Seattle émet une injonction temporaire suspendant l'application du décret sur tout le territoire américain, le temps qu'une plainte déposée dans l'état de Washington soit examinée. Trump estime l'injonction du « soi-disant » juge James Robart « ridicule », mais le ministère de la Sécurité intérieure annonce avoir arrêté de mettre en œuvre le décret et revenir aux procédures antérieures. Le Département d'État annonce pour sa part avoir annulé la révocation provisoire des visas. Le 4 février, le département de la Justice a fait appel de la décision mais, seulement quelques heures plus tard, la cour d'appel fédéral l'a rejeté,.
Sur injonction de Trump, le ministère de la justice fait en appel de la décision. Le 9 février les trois juges de la Cour d'appel de San Francisco rejettent l'appel du gouvernement et confirment la suspension du décret, en expliquant notamment que « le gouvernement n'a pas démontré que le maintien de la suspension du décret se traduirait par de graves atteintes à la sécurité des États-Unis ». Les juges notent également que le gouvernement a été dans l'incapacité de prouver qu'un ressortissant d'un des pays visés par la mesure aurait commis un attentat aux États-Unis dans le passé. Comme lors de l'injonction initiale, Donald Trump réagit violemment sur Twitter et s'en prend aux juges. Quelques jours auparavant le blog Lawfare expliquait que des déclarations de ce genre constituaient « une menace pour la sécurité des juges fédéraux ». Selon CNN, peu après leur décision du 9 février les juges ayant pris cette décision auraient reçu un tel nombre de menace qu'il aurait fallu accroître les mesures de sécurité dont ils bénéficient.
Le 16 février 2017, le ministère de la Justice annonce qu'il ne poursuivra pas la procédure en appel. Le même jour, lors d'une conférence de presse, Donald Trump déclare vouloir prendre un nouveau décret, qui selon les avocats du gouvernement, « éliminera ce que la cour a estimé, de façon erronée, soulever des questions constitutionnelles » et « permettra une protection immédiate du pays, plutôt que de poursuivre une action en justice potentiellement de longue durée ».
Le 6 mars 2017, Donald Trump signe un nouveau décret sur l'immigration présentant des aménagements par rapport au décret du 27 janvier. Ainsi, les ressortissants irakiens ne sont plus visés par le décret. De même, les détenteurs de cartes vertes et de visa ne sont plus empêchés de se rendre aux États-Unis, contrairement à ce qui s'était produit lors de la mise en œuvre du décret initial. Les critiques considèrent toutefois que le nouveau décret vise autant les musulmans que dans sa version précédente.
Le 15 mars 2017, quelques heures avant son entrée en vigueur, ce nouveau décret est à son tour bloqué temporairement par deux juges fédéraux, agissant chacun dans le cadre de procédures distinctes, à Hawaï (juge Derrick Watson) et à Seattle. En réaction, Trump dénonce ce qu'il considère comme une décision « erronée » et affirme que la justice commet « un abus de pouvoir sans précédent », promettant d'aller jusqu'à la Cour suprême. Au Maryland, un troisième juge fédéral rejette partiellement le décret de Trump. Se basant sur des déclarations de campagne de l'intéressé, le juge conclut que le décret comporte « des preuves significatives et irréfutables d'animosité religieuse », et que son objet serait in fine d'instaurer des discriminations contre les musulmans pour des raisons politiques. Le blocage est reconduit le 29 mars 2017 sans limite d'expiration, tant que le décret est contesté devant la justice.
Le 25 mai 2017, la Cour d'appel fédérale de Richmond confirme la décision prise par le juge du Maryland, alors que les observateurs estimaient que cet appel constituait la meilleure chance de l'administration Trump d'obtenir une décision positive. Cette décision pourrait affaiblir la position du gouvernement s'il décidait d'en appeler à la Cour suprême. Le ministre de la Justice Jeff Sessions dénonce un jugement « sapant les efforts du président pour renforcer la sécurité nationale du pays » et annonce que le gouvernement ira devant la Cour suprême, ce qui est fait le 1er juin 2017.
Le 12 juin 2017, statuant en appel de la décision d'un juge fédéral de Hawaii, la cour d'appel de San Francisco confirme partiellement la décision de ce dernier de suspendre le décret présidentiel sur l'immigration et se base notamment sur deux tweets émis par Trump sur son compte Twitter privé la semaine précédente, dont la Maison-Blanche avait confirmé être des « déclarations officielles, ».
Le 26 juin 2017 la Cour suprême accorde à Trump une victoire relative en remettant partiellement en vigueur le décret qui s'applique à toute personne originaire des pays visés par le décret « n'ayant pas établi de relation de bonne foi avec une personne ou une entité aux États-Unis ».
Durant son discours sur l’état de l'Union de 2019, il déclare désormais vouloir le plus d'immigration légale possible à cause du niveau très bas du taux de chômage.

### Ambiguïté sur l'extrême droite
À l'occasion de la manifestation organisée le 12 août 2017 par des suprémacistes blancs à Charlottesville, à laquelle prennent également part des membres du Ku Klux Klan, de l'alt-right et des néo-nazis, un homme fonce avec sa voiture dans un groupe de contre-manifestants, tuant une femme et faisant de nombreux blessés. Le président condamne les violences en des termes ambigus qui suscitent de vives critiques dans le pays parce qu'il ne dénonce pas l'extrême droite, renvoyant les « parties » dos à dos,. Le sénateur républicain Marco Rubio, qui évoque « une attaque terroriste menée par des suprémacistes blancs » et d'autres sénateurs républicains comme notamment John McCain, Cory Gardner ou Orrin Hatch s'étonnent de voir Trump ne pas vouloir « nommer le mal ». Selon le New York Times, « le président Trump est rarement réticent à exprimer son opinion, mais il est souvent saisi par la prudence lorsqu’il s’attaque à la violence des nationalistes blancs, des néonazis et des militants de l’alt-right, dont certains sont ses partisans », faisant référence au rôle joué par l'extrême droite américaine pendant la campagne présidentielle, et aux positions de Donald Trump vis-à-vis de celle-ci.

### Droit à l'avortement
Donald Trump, opposé à l'avortement, rétablit la politique de Mexico (en) en signant un décret qui interdit le financement par des fonds fédéraux d'ONG internationales qui pratiquent l'avortement et militent pour le rendre légal. Selon la Fédération nationale de l’avortement, les violences ou harcèlements contre les cliniques pratiquant des avortements ou les personnes souhaitant avorter seraient en augmentation depuis l'élection de Donald Trump.

### Droits des personnes LGBT
Le 26 juillet 2017, Trump annonce sur Twitter que les personnes transgenres ne seront plus admises à l'armée, alors que sous la présidence de Barack Obama des mesures avaient été mises en place non seulement pour les accepter dans les rangs de l'armée mais pour permettre à celle-ci de supporter financièrement leurs traitements médicaux. Pour justifier sa décision, Trump évoque le « coût énorme » supporté par le contribuable pour les opérations de changement de sexe. Il apparaîtrait que ces dépenses représentent un total de 8,4 millions de dollars dans un budget dépense de santé de l'armée qui s'élève globalement à 6,2 milliards de dollars.
Il semble que la décision de Trump ait été prise parce qu'un groupe d'élus républicains menaçait de ne pas adopter la loi destinée à mettre en place le financement pour la construction d'un mur à la frontière avec le Mexique si la prise en charge par l'armée des frais médicaux spécifiques aux personnes transgenres était maintenu. La décision de Trump va toutefois beaucoup plus loin que ce que demandaient ces élus. « C'est comme si quelqu'un avait demandé à la Maison-Blanche d'allumer une chandelle sur la table et que la Maison-Blanche avait mis le feu à toute la table » commente un assistant parlementaire républicain. La décision surprise de Trump est critiquée tant par des élus démocrates que par des élus républicains. Le lendemain, le Comité des chefs d'état-major interarmées annonce qu'il ne changera en rien sa politique à l'égard du personnel militaire transgenre aussi longtemps qu'il n'aura pas reçu des directives officielles du président.
Le 25 août 2017, Trump signe un décret exécutif qui instaure à nouveau l'interdiction aux personnes transgenres de servir dans l'armée, mais laisse au Pentagone le soin de décider si celles en service doivent être révoquées. Le décret confère aussi au secrétaire à la Défense la possibilité de proposer des changements à cette politique. Le 17 août 2019, la presse annonce que l'administration Trump demande à la Cour suprême des États-Unis de se prononcer dans un sens qui retirerait aux personnes transgenres la protection contre des discriminations basées sur leur identité sexuelle que leur octroie le titre VII du Civil Rights Act de 1964. Moins d'un an après, la Cour suprême estime qu'un employeur ne peut licencier en raison de l'orientation ou identité sexuelle par Bostock v. Clayton County, Georgia.
Le 20 février 2020, Richard Grenell devient le premier membre du cabinet ouvertement homosexuel de l'histoire des États-Unis, à la suite de sa prise de fonction en tant que directeur du renseignement national par intérim.

### Économie
Fin décembre 2017 la majorité républicaine au Congrès fait adopter une réforme du code des impôts. Les mesures en question incluent une baisse de la taxe sur les bénéfices des entreprises (de 35 % à 21 %), une diminution de la taxe sur les profits de 35 % à moins de 15 % visant à rapatrier entre 2 000 et 4 000 milliards de dollars de profits placés à l'étranger, la suppression de la taxe sur les héritages en dessous de dix millions de dollars, une pression sur les États dont la fiscalité est particulièrement élevée, comme la Californie, qui sont contraints de se réformer pour faire face à la suppression de certaines déductions fiscales, une large suppression des réglementations que contient le Code des réglementations.
La réforme suscite néanmoins des critiques notamment parce que les réductions d'impôts bénéficieront essentiellement aux classes les plus aisées et les plus riches de la population. Selon certaines analyses la réforme pourrait également servir directement les intérêts financiers de Trump et d'autres membres de son cabinet. Trente-huit économistes interrogés par l'université de Chicago estimaient en novembre 2017 que la réforme fiscale allait creuser le déficit budgétaire dans les années à venir. Évaluant le bilan en matière d’investissement de cette politique, un rapport du Congrès établit en 2019 qu'elle avait principalement conduit les entreprises à réaliser des rachats de leurs propres actions. En janvier 2018, Walmart Stores, le plus gros employeur américain annonce une hausse du salaire horaire de base à 11 $ US, en conséquence de la baisse de l'impôt sur les sociétés votée par le Congrès américain à l'instigation de Donald Trump. D'autres grandes entreprises américaines comme AT&T, Wells Fargo et Boeing se sont engagées à faire profiter leurs salariés de cette importante réforme fiscale.
L'annonce de Walmart intervient au même moment que la fermeture sans publicité de 63 magasins de sa filiale Sam's Club, ce qui provoque des réactions de la part de syndicats, ainsi que dans le camp démocrate et les milieux économiques. Le syndicat United Food and Commercial Workers International Union critique l'annonce, qu'il voit comme une « manœuvre de relations publiques » destinée à détourner l'attention des fermetures. Le collectif de travailleurs Our Walmart rappelle que le distributeur Target, principal concurrent de Walmart, avait déjà augmenté le salaire horaire de base à 11 $ l'automne dernier. Des sénateurs démocrates, réagissant aux fermetures et citant le plan de rachat de 20 milliards de dollars d'actions annoncé par Walmart en octobre 2017, déclarent que « la véritable réponse des sociétés comme Walmart à la réforme fiscale des Républicains a été de s'assurer que leurs dirigeants déjà très bien rémunérés et leurs riches actionnaires en récoltent l'énorme bénéfice, laissant des milliers de travailleurs dans le froid sans emploi. » De nombreux économistes se montrent sceptiques sur l'impact significatif qu'auraient les réductions fiscales sur les salaires, tels la banque Goldman Sachs qui déclare « ne prévoir aucun effet à court terme » de la réforme fiscale sur le niveau moyen des salaires horaires. Le 23 janvier 2018, à l'instar de plusieurs entreprises comme Comcast et AT&T, Disney annonce l'attribution d'un bonus exceptionnel de 1 000 USD à ses 125 000 employés,,.
Alors que d'autres commentateurs ont mis l'accent sur les annonces par plusieurs grands groupes américains, dont Walmart, de bonus exceptionnels à leurs employés pour l'année 2018, Judd Legum du site internet créé par le think tank progressiste Center for American Progress déclare que ces bonus ne seront a priori attribués que pour 2018 et qu'en définitive 99,9 % des profits générés pas la réduction du taux de l'impôt des sociétés au cours de dix années à venir ne seront pas transmis aux travailleurs sous forme de bonus.
Un an après son élection, le taux de chômage est au plus bas, à seulement 4,1 % et est de 6,8 % pour la population noire, le taux le plus faible depuis 1973. Le taux mensuel moyen de création d'emplois sous la présidence de Donald Trump reste toutefois inférieur au taux mensuel moyen enregistré au cours des six dernières années de la présidence de Barack Obama. L'accroissement du nombre d'emplois au cours de la première année de la présidence de Trump ne fait par ailleurs que confirmer une tendance qui s'est manifestée depuis 2010. Des économistes s'inquiètent de la politique de Trump qui d'une part a réduit de façon importante les impôts et, d'autre part, a augmenté significativement les dépenses, notamment dans le domaine militaire, et soulignent que cette approche creuse les déficits publics américains « au rythme d'un milliard de dollars par jour ».
Alors que l'administration de Barack Obama était opposée à une taxation des géants du numérique (les GAFAM), la réforme fiscale de Donald Trump permet de relocaliser une partie de leur trésorerie aux États-Unis au lieu de s'accumuler dans des paradis fiscaux comme auparavant, moyennant des impôts à solde de tout compte : Apple s'engage ainsi à payer 38 milliards de dollars d'amende, Microsoft 13,8 milliards, Google dix milliards et Facebook 2,3 milliards, le fisc américain récupérant ainsi la somme gigantesque de 64 milliards,.
Il est le premier président des États-Unis à apparaître au forum économique mondial de Davos depuis Bill Clinton en 2000,.
Il décide de baisser de 21 % l'aide accordée aux pays étrangers dans son projet de budget pour 2021. La mesure nécessite toutefois l'approbation du Congrès.

### Environnement
Au cours de sa campagne électorale, Donald Trump s'affiche clairement en tant que climatosceptique, expliquant notamment que des excès de réglementations environnementales constituent un frein au développement économique et au développement de l'emploi aux États-Unis. Ainsi, dès le 7 décembre 2016, il annonce son intention de nommer Scott Pruitt, un adversaire déclaré des réglementations environnementales, à la tête de l'Environmental Protection Agency (EPA). Dès son entrée en fonction, l'administration Trump impose un gel des subventions et des contrats à l'EPA.

#### Régulations
Le premier projet de budget déposé par l'administration Trump prévoit une réduction drastique des ressources financières allouées à l'Environmental Protection Agency. Le 24 mars 2017, Trump autorise la reprise des travaux de l'oléoduc Keystone qui avaient été suspendus par Barack Obama en raison des controverses suscitées par le tracé du pipeline, qui met potentiellement en péril les nappes phréatiques d'une réserve indienne. Le 28 mars 2017, il signe un décret abrogeant le Clean Power Plan (en) adopté par Obama. Selon Trump, cette décision doit permettre aux centrales thermiques de pouvoir consommer plus de charbon sans devoir se soucier de la pollution au CO2 et donc relancer l'emploi dans le secteur des mines de charbon. Les observateurs s'accordent toutefois sur le fait que l'impact sur l'emploi dans ce secteur sera limité et n'entravera que temporairement le déclin continu de ce secteur d'activité.
Après avoir promis durant la campagne électorale que le charbon resterait « roi » aux États-Unis, Donald Trump met fin peu après son élection au « Clean Power Act », un programme visant à inciter les producteurs d’électricité à réduire leurs émissions et à se tourner vers une énergie moins polluante. Le président prend plusieurs autres décisions favorables au secteur, notamment en nommant un ex-lobbyiste du charbon, Andrew R. Wheeler, à la tête de la Environmental Protection Agency (EPA) à partir de 2018 ; ou en autorisant les producteurs de charbon à déverser leurs rebuts dans les cours d’eau[réf. souhaitée]. Il suspend en début de mandat les subventions fédérales accordées au secteur des énergies renouvelables.
La journaliste Alleen Brown note que Trump engage constamment des climatosceptiques, des employés de compagnies du secteur de l'énergie et des militants de la déréglementation en matière environnementale à des postes clés. Selon le Guardian, le Natural Resources Conservation Service (en), service de conservation des ressources naturelles, dépendant du département de l'Agriculture, aurait reçu l'instruction de ne pas utiliser dans leurs communications des expressions comme « changement climatique » et d'utiliser plutôt le terme « extrêmes météorologiques ». Selon la juriste gouvernementale Meg Towsnsend, « ces documents révèlent la censure qu'exerce Trump sur la science ». Par ailleurs, Samuel H. Clovis Jr. (en), que Trump entend nommer responsable scientifique du département de l'Agriculture alors qu'il n'a aucune formation scientifique, qualifie les recherches sur le climat de « science bidon ».
Le président américain décide en avril 2017 de faire réviser le statut des monuments nationaux de plus de 40 000 hectares classés au cours des vingt dernières années. En février 2020, son gouvernement ouvre le Grand Staircase-Escalante et Bears Ears, situés dans l'Utah, à l'exploitation minière et au forage, avec le soutien des deux sénateurs fédéraux de l'État, Mike Lee et Mitt Romney. Le premier monument voit la taille de sa zone protégée être réduite de près de la moitié, quand le second en perd 85 %, ce qui constitue la plus grande élimination d'une surface protégée de l'histoire des États-Unis.
L'administration Trump prend des mesures en 2018 pour étendre considérablement le forage en mer dans les eaux américaines. Le département de l'Intérieur propose d'ouvrir presque entièrement le littoral du pays au forage. En 2020, il apparaît que l'ouverture des eaux du golfe du Mexique est repoussée en raison de réticences affichées de la part des gouverneurs des États côtiers, tant républicains que démocrates.
Le gouvernement autorise en 2020 les forages pétroliers et gaziers au sein du refuge faunique national Arctic, qui constituait la plus vaste zone naturelle protégée des États-Unis. Il autorise également l’abattage de grands prédateurs protégés en Alaska (tels que grizzlis et loups). En janvier 2021, dans les derniers jours de son administration, Donald Trump affaibli la protection des oiseaux migrateurs, cédant à la presse de l’industrie pétrolière et gazière qui réclamait d'être exonérée de toute responsabilité pour la tuerie involontaire d’oiseaux dans les marées noires, les bassins de déchets toxiques et autres catastrophes environnementales.

#### Retrait de l'accord de Paris
Le 1er juin 2017, Donald Trump confirme le retrait des États-Unis concernant l'accord de Paris sur le climat signé le 22 avril 2016 et ratifié le 3 septembre 2016 par son pays. Il estime que cet accord « désavantageait les États-Unis » en raison des conditions moins strictes qu'il impose en pays en développement.
Dans un discours émaillé d'erreurs et de fautes logiques selon un expert en politique énergétique, Trump annonce sa décision de retirer les États-Unis de l'accord de Paris. La décision, qui correspond à une position soutenue depuis longtemps par l'aile conservatrice du Parti républicain dont les membres sont en majorité climatosceptiques, est fortement critiquée, que ce soit sur le plan international ou national.

### Affaire du Russiagate
Le « Russiagate » a assombri la première partie du mandat du président républicain.
En septembre 2016 des soupçons de collusion entre des membres de la campagne présidentielle de 2016 de Donald Trump et la Russie sont à l'origine de l'affaire du Russiagate. En 2019, le procureur spécial Robert Mueller remet un rapport selon lequel son enquête n’a pas établi de collusion entre la Russie et l’équipe de Donald Trump. Le rapport du procureur spécial John Durham publié en mai 2023 met en avant les faiblesses de l'enquête du FBI concernant le Russiagate et constate que la police fédérale a « manqué d'objectivité » dans l'analyse des liens entre Moscou et la campagne présidentielle de Donald Trump en 2016.

### Limogeage du directeur du FBI
Le 9 mai 2017, Donald Trump limoge le directeur du FBI, James Comey, qui avait entre autres la responsabilité de l'enquête sur les éventuelles collusions de son équipe de campagne avec la Russie. Le président justifie cette décision en s'appuyant sur un mémo sévère de l'adjoint du ministre de la justice Rod Rosenstein, qui juge qu'était « fautive la manière dont le Directeur [du FBI] a traité les conclusions de l'instruction sur les emails » de Hillary Clinton et qu'il causait dommages à la crédibilité du FBI,.
La mesure est fortement critiquée par des élus démocrates et républicains. La raison officiellement invoquée par Trump pour justifier ce limogeage soudain est « la mauvaise gestion par James Comey, au cours de la campagne électorale, du dossier sensible des emails d’Hillary Clinton ». La raison invoquée pour ce limogeage suscite des questions puisque ni l’Attorney général Jeff Sessions ni Trump lui-même n’ont dans le passé mis en doute la façon dont Comey avait géré l’investigation du FBI dans l’affaire des e-mails. Au contraire, durant la campagne électorale ou même après ils avaient tous deux largement approuvé le comportement de Comey.
Alors que cette décision soudaine provoque l'émoi, d'autres informations laissent entendre que le réel motif du limogeage serait l'enquête menée par le FBI sous la direction de Comey sur les liens qu'auraient pu entretenir certains membres de la campagne présidentielle de Trump avec la Russie. Le déroulement de cette enquête aurait rendu Trump furieux. Le sénateur démocrate Edward Markey va jusqu’à évoquer une similitude avec le scandale du Watergate et le massacre du samedi soir. Sur son compte Twitter le Richard Nixon Presidential Library and Museum note que « le président Nixon n’a jamais limogé son directeur du FBI ».

### Protection sociale et politique de santé
Donald Trump avait fait de l'abrogation rapide de l'Obamacare et de son remplacement par un système de santé « nettement meilleur » au profit de tous les Américains l'argument majeur de sa campagne électorale. Le remplacement ou l'abrogation de l'Obamacare était également un objectif poursuivi par la majorité républicaine depuis son adoption en mars 2010. Trump laisse au président de la Chambre des représentants la responsabilité de rédiger un projet de loi destiné à remplacer le Patient Protection and Affordable Care Act. Alors que le projet de loi rencontre l'opposition unanime des représentants démocrates au Congrès, le texte ne parvient pas à faire l'unanimité des représentants républicains, les plus conservateurs souhaitant une abrogation pure et simple de l'Obamacare, alors que d'autres s'inquiètent des conséquences prévoyant qu'en l'état, le projet pourrait faire perdre leur assurance santé à 24 millions d'Américains. Malgré des pressions parfois maladroites de Donald Trump, les représentants républicains sont dans l'incapacité de former une majorité susceptible de voter l'approbation du projet, de sorte que Trump décide le 24 mars 2017 de le retirer.
Alors que Donald Trump annonce vouloir se concentrer désormais sur la réforme du régime fiscal aux États-Unis, certains commentateurs se demandent si l'échec subi par Trump ne l'obligera pas à revoir également ses ambitions à la baisse. En effet, en vue de mettre en œuvre une réforme en profondeur de la réglementation fiscale tout en préservant les marges budgétaires, Trump et le camp conservateur escomptaient récupérer mille milliards de dollars à la suite de l'abrogation ou d'une réforme drastique de l'Obamacare. Ce fiasco les prive donc de ces moyens financiers, de sorte qu'ils pourraient être contraints de renoncer également à la grande réforme fiscale annoncée, pour se limiter à des réductions d'impôts ciblées. Pour le représentant républicain Chris Collins, cet échec risque de signifier que les travaux d'infrastructures annoncés par Trump pourraient ne pas se faire non plus. Il craint que l'ensemble de ces revers conduit le parti républicain à perdre sa majorité à la Chambre et au Sénat lors des élections de mi-mandat.
Le 18 juin 2017 six membres du comité consultatif chargé de conseiller le gouvernement sur les réponses à apporter à l'épidémie du sida (en anglais Presidential Advisory Council on HIV/AIDS (en)) annoncent leur démissions qu'ils justifient dans une lettre publiée par Newsweek par le « désintérêt » de Trump pour la question et par le fait que le gouvernement prend des décisions qui vont nuire aux personnes atteintes par la maladie.
Le 17 juillet 2017 le leader républicain au Sénat Mitch McConnell se voit forcé d'enregistrer un nouveau constat d'échec, deux sénateurs du groupe républicain ayant fait part de leur intention de ne pas approuver le texte proposé pour la réforme de l'Obamacare. Trump réagit en imputant l'échec au parti démocrate et à « quelques républicains ». Il explique ensuite qu'il faut laisser Obamacare échouer avant d'« élaborer un superbe plan de santé ». Une autre proposition de Mitch McConnell de supprimer purement et simplement l'Obamacare sans prendre de mesures législatives destinée à le remplacer est condamnée dès le départ en raison de l'opposition affirmée de trois sénateurs républicains.
Un nouvel essai de faire passer un texte au Sénat le 26 juillet 2017 n'aboutit pas, les deux textes étant repoussés par des majorités significatives. Le seul résultat tangible de l'exercice est l'adoption d'une résolution selon laquelle le Sénat va débattre sur l'abrogation de l'Affordable Care Act.
Le 26 juillet, le secrétaire à l'Intérieur Ryan Zinke appelle les deux sénateurs républicains de l'Alaska, Lisa Murkowski et Dan Sullivan, pour les menacer de représailles contre leur État car Murkowski n'a pas voté en faveur de l'abrogation de l'Obamacare. De par ses fonctions, Zinke est en mesure de mettre à l'arrêt de nombreux projets ayant un impact économique pour l'Alaska. L'opposition démocrate au Congrès évoque un « chantage politique » et demande une enquête.
Le 27 juillet le Sénat enregistre un nouvel échec et n'arrive pas à faire adopter une « abrogation a minima » (nommée « skinny repeal » en anglais). L'ensemble des sénateurs démocrates auxquels se sont joints les républicains Susan Collins, Lisa Murkowski et John McCain votent contre l'adoption du texte proposé malgré les exhortations adressées par Trump aux sénateurs républicains.
Le financement des programmes des centres pour le contrôle et la prévention des maladies est réduit de 80 % à partir de 2019. Le gouvernement met également fin au programme Predict, qui exerçait une surveillance des milieux dans lesquels les microbes des animaux sont le plus susceptibles de se muer en agents pathogènes humains. Début février 2020, le président américain annonce son intention de réduire de 53 % la contribution des États-Unis au budget de l’Organisation mondiale de la santé.

#### Pandémie de Covid-19
Le 11 mars 2020, Trump ferme les frontières aux voyageurs européens de l'espace Schengen pour 30 jours afin d'endiguer la pandémie de maladie à coronavirus de 2019-2020.
Le 15 mai 2020, le président Donald Trump annonce l'Opération Warp Speed qui passe une commande anticipée de deux milliards de dollars avec Pfizer pour fabriquer cent millions de doses d'un vaccin contre la Covid-19 à utiliser aux États-Unis lorsqu'il s'avérera sûr, efficace et autorisé notamment par la Food and Drug Administration,,, ce qui sera le cas 9 mois plus tard, le 11 décembre 2020, l'autorisation ayant été demandée et annoncée le 21 novembre 2020, le lendemain de l'élection présidentielle de 2020, ce qui selon Donald Trump lui a fait perdre l'élection.
Le vaccin Moderna est aussi l'un des fruits de l'Opération Warp Speed,.
En mars 2021, le responsable de l'opération Warp Speed déclare que l'administration Trump est responsable de 90 % du déploiement des vaccins.

### Justice
Avec le consentement du Sénat, Trump nomme les juges fédéraux. Cette prérogative est importante du fait que le président a une vision d'un pouvoir exécutif renforcé.
En janvier 2017, Donald Trump propose la nomination de Neil Gorsuch, juge à la cour d'appel des États-Unis pour le dixième circuit, à la Cour suprême, pour le siège vacant depuis la mort d'Antonin Scalia, les républicains ayant refusé d'auditionner le nommé d'Obama, Merrick Garland. Le Sénat neutralise le filibuster et approuve la nomination par 54 voix contre 45.
En juillet 2018, le président Trump propose la nomination de Brett Kavanaugh, juge à la cour d'appel des États-Unis pour le circuit du district de Columbia, à la Cour suprême, après l'annonce du départ en retraite du juge Anthony Kennedy. Kavanaugh est accusé d'agression sexuelle par Christine Blasey Ford à la suite de l'annonce de sa nomination. Une enquête est ouverte par FBI et ses résultats sont présentés aux sénateurs en session à huis clos, qui votent pour la confirmation de Kavanaugh dans ses fonctions par 50 voix contre 48.
En septembre 2020, Donald Trump propose la nomination d'Amy Coney Barrett, juge à la cour d'appel des États-Unis pour le septième circuit, à la Cour suprême, à la suite de la mort de Ruth Bader Ginsburg. Le 26 octobre 2020, la nomination d'Amy Coney Barett est confirmée au Sénat par 52 voix pour et 48 contre.

### Sécurité nationale
Dès le 13 février 2017, Donald Trump se voit contraint de forcer à la démission Michael T. Flynn, son conseiller à la sécurité nationale, soupçonné d'avoir menti — notamment au vice-président Mike Pence — sur la nature de ses conversations téléphoniques de décembre 2016 avec l'ambassadeur de Russie aux États-Unis, et d'être potentiellement vulnérable à un chantage russe. Alors que Trump aurait été informé dès le 26 janvier de la nature des conversations téléphoniques de Flynn, Mike Pence ne l'aurait appris que le 9 février 2017. Selon le représentant démocrate Adam Schiff, « la raison pour laquelle ils n'ont pas perdu la foi ou la confiance en Flynn avant la nuit dernière alors qu'ils savaient depuis des semaines qu'il avait menti est que l'affaire est devenue publique ».
Dans un article publié sur Politico, Daniel Benjamin, qui est anciennement co-ordinateur pour le contre-terrorisme au département d’État, se demande dans quelle mesure Flynn, qu'il juge incapable de définir et mettre en place une stratégie consistant à redéfinir les relations entre les États-Unis et la Russie, peut agir de sa propre initiative lors de ses appels avec l'ambassadeur russe et estime que cette affaire doit pousser la presse à se pencher en profondeur sur la nature des liens entre Donald Trump et la Russie.
D'autre part, The New York Times, citant quatre hauts responsables des services de renseignement américains, révèle qu'avant son élection à la Maison-Blanche, des membres de l'équipe de campagne de Donald Trump, dont Paul Manafort ont eu des contacts répétés avec de hauts responsables des services de renseignement russes. Selon le quotidien, les enquêteurs et les services de renseignement américains interceptent ces communications à peu près à la même époque où ils découvrent les preuves des tentatives russes de perturber l’élection présidentielle américaine en piratant le Comité national démocrate. Le journal indique que les services de renseignement américains enquêtent afin de déterminer « si l’équipe de campagne de Trump était de mèche avec les Russes dans le cadre de ce piratage ou d’autres tentatives de jouer sur le cours de l’élection ».
Commentant la situation à l'occasion d'une conférence sur la sécurité organisée à Munich, le sénateur républicain John McCain affirme que « la question de Flynn est évidemment quelque chose qui montre à beaucoup d'égards le désarroi de cette administration et qu'ils vont avoir beaucoup de travail à faire ».
Au fil des mois qui suivent cette démission, de nouvelles révélations concernant les activités de Flynn avant sa désignation comme conseiller à la sécurité nationale et la défiance qu'il suscite alors au sein de l'administration Obama dans laquelle les responsables considèrent qu'il n'a pas les qualités requises pour exercer ces fonctions. Cette démission revient au centre des débats à la mi-mai 2017 lorsque la presse révèle que Donald Trump aurait demandé au directeur du FBI, James Comey de « laisser tomber » l'enquête sur Flynn.
Flynn est remplacé à la tête du Conseil de sécurité nationale par le général H. R. McMaster. Alors que les observateurs laissaient entendre que ce dernier semblait avoir peu d'influence à la Maison-Blanche, début août 2017 la presse annonce que plusieurs personnes travaillant au Conseil de sécurité nationale et considérés comme proches aussi bien de Trump que de Stephen Bannon et Jared Kushner, comme Ezra Cohen-Watnick (en) ont été limogés par McMaster. Ces limogeages concernent également des personnes qui avaient été embauchée au Conseil de sécurité nationale par Michael T. Flynn comme Rich Higgins, auteur d'un mémorandum aux accents complotistes qui présente les médias, les universitaires et l'État profond comme les acteurs d'une conspiration destinée à démettre Trump parce qu'il représente « une menace existentielle pour les mèmes culturels marxistes qui dominent le narratif culturel prévalent », menace qui mettrait en danger « les acteurs de l'État profond, les mondialistes, les banquiers, les islamistes, et l'establishment républicain ».
Le journaliste Glenn Greenwald voit dans la nomination de Kelly, saluée non seulement par les républicains mais aussi par de nombreux démocrates, une reprise en main progressive de l'administration Trump par l'establishment conservateur qui s'oppose au programme que le président avait défendu lors de sa campagne électorale. Greenwald s'inquiète de la mainmise de plusieurs généraux sur l'administration et évoque la déclaration de la représentante démocrate Barbara Lee qui écrit sur Twitter « en nommant le général Kelly, le président Trump militarise la Maison-Blanche et met notre branche exécutive aux mains d'un extrémiste ».

### Armée
Les dépenses militaires poursuivent leur « croissance exponentielle », avec une hausse de 6,6 % en 2019 par rapport à 2018. Les dépenses militaires américaines annuels s'approchent ainsi des 700 milliards. L’augmentation des dépenses militaires a été soutenue par la majorité des élus démocrates.
L'administration Trump crée l'United States Space Force afin de mener la guerre depuis l'espace. Celui-ci réalise en février 2020 son premier test de missile balistique intercontinental à ogive thermonucléaire. Selon Gérard Araud, ex-ambassadeur de France aux États-Unis, le projet américain rompt « avec une vision de l’espace comme un milieu démilitarisé et régi par le droit international ». La Chine, désignée comme adversaire stratégique, réclame depuis début 2019 l’ouverture de négociations afin d’élaborer un instrument juridiquement contraignant pour le contrôle des armements spatiaux.

### Élections de mi-mandat

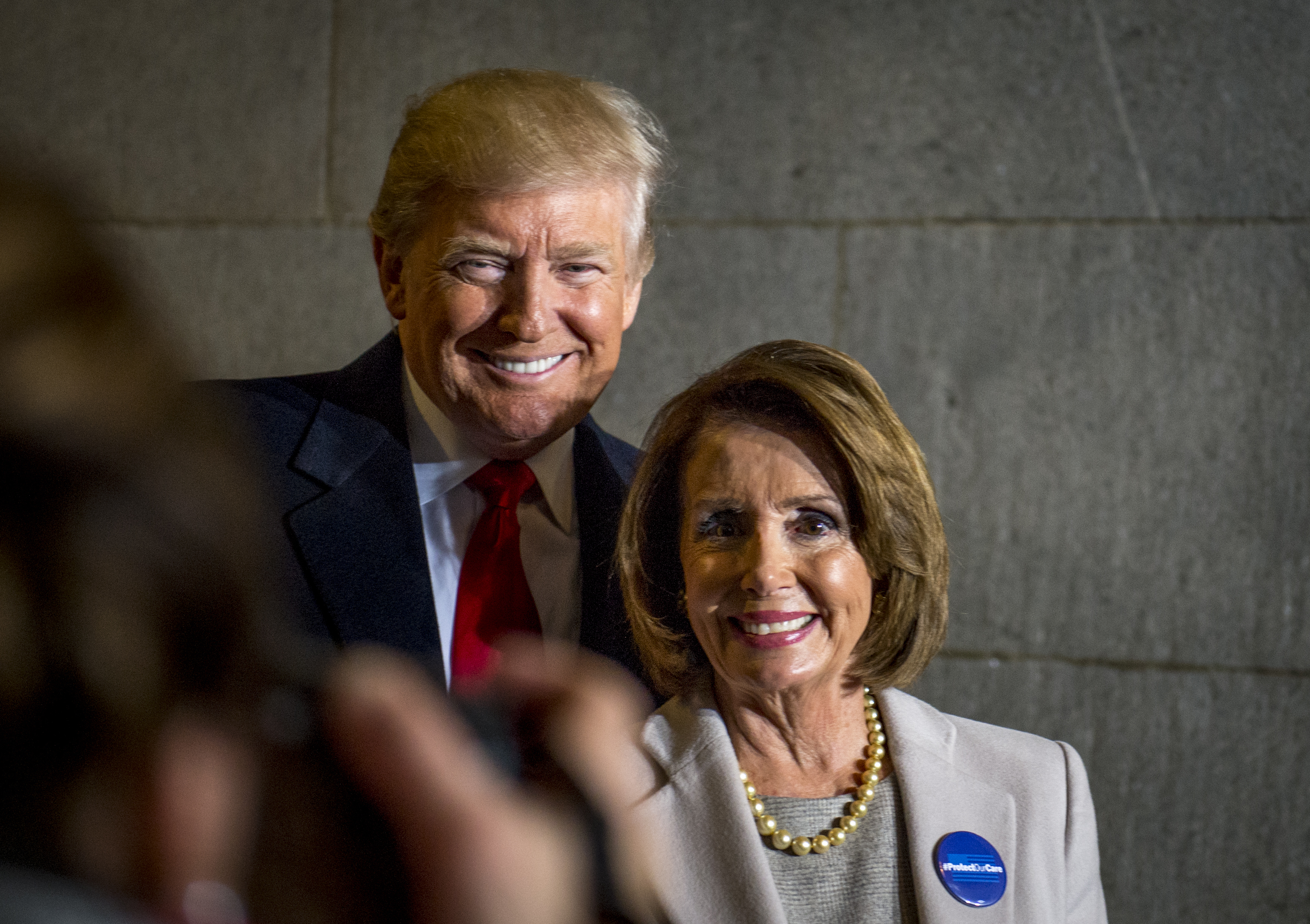
Donald Trump et Nancy Pelosi déclarent tous les deux la victoire de leurs partis respectifs après les élections de mi-mandat de 2018, les républicains consolidant leur majorité au Sénat, tandis que les démocrates gagnent la Chambre des représentants.

Élections sénatoriales américaines de 2018.

Élections américaines de la Chambre des représentants de 2018.

Le 6 novembre 2018 ont lieu les élections de mi-mandat. La campagne est notamment marquée par la question raciale avec le soutien de Barack Obama envers Andrew Gillum, premier candidat noir au poste de gouverneur de Floride, ainsi que le sénateur et ancien astronaute Bill Nelson, qui joue sa réélection. Donald Trump en profite pour mobiliser l'électorat républicain en durcissant son discours de campagne sur l'immigration. À l'issue de ces scrutins, les démocrates remportent finalement la Chambre des représentants tandis que les républicains restent en tête du Sénat. Au Sénat, les démocrates devaient défendre dix sièges dans des États ayant voté pour Donald Trump en 2016. Ils ont cédé dans trois États remportés par Donald Trump (Dakota du Nord, Missouri et Indiana) mais pas en Virginie-Occidentale où les électeurs avaient voté pour Trump avec la marge la plus importante. Au Texas, concourait Beto O'Rourke, un jeune espoir charismatique du Parti démocrate, mais le sénateur sortant Ted Cruz, soutien de Trump, est finalement réélu à l'issue d'une course très serrée. Donald Trump qualifie de « grande victoire » le fait que son parti ait gagné des sièges au Sénat.
Ces élections font toutefois émerger de nouveaux visages plutôt hostiles à la politique menée par Trump, à la Chambre des représentants en particulier. Il s’agit de jeunes démocrates qui avaient déjà créé la surprise lors des primaires, comme Alexandria Ocasio-Cortez, élue à New York ; cette Hispanique de 29 ans devient la plus jeune membre du Congrès, avec un programme tourné résolument à gauche. Elle est la figure de proue d’une nouvelle vague de femmes et de membres des minorités, à laquelle appartiennent Ayanna Pressley, la première femme noire à représenter le Massachusetts au Congrès, ainsi que Ilhan Omar et Rashida Tlaib, les deux premières femmes de confession musulmane à être élues au Congrès américain (elles ont gagné dans le Minnesota et dans le Michigan). Sharice Davids dans le Kansas, une avocate férue d’arts martiaux mixtes (MMA) et homosexuelle, ainsi que Deb Haaland au Nouveau-Mexique, une mère célibataire, sont les deux premières élues amérindiennes à la Chambre. Le Colorado élit par ailleurs un gouverneur ouvertement homosexuel, Jared Polis, 43 ans, une première aux États-Unis.
Comme lors de l'élection présidentielle de 2000, un problème de décompte survient en Floride où la loi veut que si moins de 0,5 point sépare les deux finalistes, un nouveau dépouillement est automatiquement ordonné.
Les républicains perdent dans ces élections un total de 38 sièges à la Chambre des représentants mais gagnent 2 sièges au Sénat. Après des élections de mi-mandat en demi-teinte pour les républicains, Trump envisage de remanier son équipe.

### Shutdowns
L'administration Trump a connu trois shutdowns. Le premier dure du 20 au 22 janvier 2018 et le deuxième a lieu seulement durant la journée du 9 février 2018. Le troisième qui débute le 22 décembre 2018 est en revanche le plus long de l'histoire des États-Unis. Après l'échec des négociations entre le Congrès et la Maison-Blanche sur le budget, comprenant le financement de la construction d'un mur à la frontière mexicaine, les activités gouvernementales sont fortement ralenties, les républicains et les démocrates n'arrivant toujours pas à s'entendre et campant sur leurs positions. Toutefois, Trump ne compte pas appliquer rapidement la procédure d'urgence nationale mais déclare avec insistance que « nous devons construire le mur ».
Le 17 janvier 2019, Trump décide d'annuler son voyage prévu au Forum économique mondial de Davos en raison du shutdown. La porte-parole de la Maison-Blanche, Sarah Huckabee Sanders, déclare que « par respect pour les 800 000 employés américains qui ne sont pas payés et pour s'assurer du soutien de son équipe, le président Trump a annulé le voyage de sa délégation au Forum économique mondial de Davos, en Suisse ».
Le 23 janvier 2019, Trump reporte son discours sur l'état de l'Union — qui devait avoir lieu le 29 janvier — en raison du shutdown et du refus de Nancy Pelosi de l'accueillir à la Chambre des représentants. Il déclare sur Twitter : « Je ferai le discours quand le shutdown sera fini. Je ne recherche pas d'autre enceinte pour le discours sur l'état de l'Union parce qu'il n'y en a aucune qui puisse rivaliser avec l'histoire, la tradition et l'importance de la Chambre des représentants ».

### Limogeage d'inspecteurs généraux
En avril et mai 2020, Donald Trump limoge en l'espace de quelques semaines quatre inspecteurs généraux dont le rôle est d'informer le Congrès d'irrégularités dans la gestion des départements ministériels. Le premier à être limogé est Michael Atkinson, qui avait informé le Congrès de l'existence de la plainte déposée par un lanceur d'alerte au sujet d'une conversation téléphonique avec le président ukrainien. Cette dénonciation a par la suite conduit à l'ouverture d'une procédure d'impeachment contre Trump. Quelques jours plus tard Trump révoque Glenn A. Fine, qui venait d'être désigné à la tête du groupe chargé de contrôler le budget de deux milliards de dollars alloué à la lutte contre les effets de la pandémie de Covid-19. Le 1er mai 2020, il renvoie Christi Grimm, inspectrice générale au département de la Santé et des Services sociaux. À ce titre, elle était notamment chargée de superviser la réponse du système de santé américain à la pandémie de Covid-19. Dans ce cadre, elle avait émis un rapport soulignant les carences d'approvisionnement en tests et en équipements de sécurité pour le personnel soignant. Le 6 avril 2020, Trump qualifie ce rapport de « fake news ». Enfin, le 15 mai 2020, c'est au tour de Steve Linick d'être démis de ses fonctions d'inspecteur général au département d'État, peut-être pour avoir voulu enquêter sur certaines dépenses engagées par Mike Pompeo.

### Autres
En juin 2017, quatre élections au Congrès dans les États du Montana, du Kansas, en Géorgie et en Caroline du Sud qui font figure de test pour mesurer la popularité du Parti républicain après plusieurs mois de présidence de Donald Trump sont emportées par les candidats républicains. En Géorgie, Jon Ossoff, devenu, progressivement, « un symbole du mouvement d’opposition à Donald Trump » est battu par la candidate républicaine qui conserve son siège.
Au niveau national, 90 % des Afro-Américains se déclarent en 2020 mécontents de la présidence de Trump.

## Politique étrangère

### Irak
Durant sa campagne électorale et même après sa prise de fonction Donald Trump avait affirmé à plusieurs reprises qu'il fallait « prendre le pétrole ». Lors de son premier voyage au Moyen-Orient James Matthis, son secrétaire à la Défense explique au contraire que les États-Unis « ne sont pas en Irak pour prendre le pétrole de qui que ce soit ».

### Syrie
En avril 2017, il donne l'autorisation de bombarder la base aérienne d'Al-Chaayrate, dans le gouvernorat de Homs, qui est presque totalement détruite. Cette attaque amène les commentateurs à reconsidérer la question si la politique étrangère de Trump sera isolationniste ou interventionniste,
.
Le 18 juin, un chasseur américain F/A-18 ayant décollé du porte-avions USS George H. W. Bush abat un avion de combat syrien Su-22 après que celui-ci eut bombardé des forces rebelles syriennes soutenues par les États-Unis. Il s'agit de la première confrontation directe entre les armées américaines et syriennes depuis le début de la guerre civile syrienne en 2011.
Le 20 juin, un avion F-15 de l’armée américaine abat un drone de combat armé « pro-régime » de fabrication iranienne qui selon elle était « dans une position menaçante ».
Le 27 juin, la Maison-Blanche annonce « avoir identifié de potentiels préparatifs, similaires à ceux entrepris avant l'attaque chimique de Khan Cheikhoun » qui avait fait 88 morts, dont 31 enfants et met en garde le président syrien que son régime subira des représailles américaines comme ce fut le cas après cette attaque. L’ambassadrice américaine aux Nations unies, Nikki Haley, déclare que « toute nouvelle attaque commise sur le peuple syrien sera attribuée à Assad, mais aussi à la Russie et à l’Iran qui soutiennent le massacre de son propre peuple. ».
Le 28 juin, en réaction aux avertissements américains, le ministre russe des Affaires étrangères Sergueï Lavrov a déclaré que « la Russie réagira proportionnellement et avec dignité » à une telle éventualité.
Derek Chollet (en), assistant du secrétaire à la Défense des États-Unis durant l'administration Obama pour les affaires internationales, déclare que « le risque d'escalade avec la Russie a été un facteur constant dans la planification et la gestion de l'intervention militaire » américaine en Syrie. Selon lui, la débâcle de L'État islamique « augmentera les chances d'autres épisodes comme ceux du mois écoulé ».
Le 7 juillet, dans le cadre de la rencontre entre Donald Trump et Vladimir Poutine lors du G20 à Hambourg, les deux leaders se sont entendus pour la mise en place, à compter du 9, d'un cessez-le-feu dans le sud-ouest de la Syrie dans les régions de Deraa, Qouneitra et Soueïda.
En 2018 et 2019, la Turquie menace à plusieurs reprises de lancer une offensive militaire dans le nord de la Syrie pour expulser les Forces démocratiques syriennes de sa frontière, mais elle se heurte pendant plusieurs mois à l'opposition des États-Unis. Le 7 août, Ankara et Washington concluent un accord pour créer une « zone de sécurité » le long de la frontière, mais ils ne parviennent pas à s'entendre dans sa mise en application. Le 6 octobre, la Maison-Blanche annonce que l'offensive turque est imminente et qu'elle retire une partie de ses troupes de la frontière. Le 9 octobre, l'armée turque, épaulée par les rebelles de l'Armée nationale syrienne, déclenche son offensive et attaque les villes frontalières de Tall Abyad et Ras al-Aïn, évacuées la veille par les forces spéciales américaines,. Le 13 octobre, les États-Unis annoncent le retrait total de leurs troupes dans le nord de la Syrie. L'administration kurde conclut aussitôt un accord avec le régime syrien pour obtenir le déploiement de l'armée syrienne près de la frontière turque.
Dans les jours qui suivent, les forces américaines se retirent et sont rapidement remplacées par les forces loyalistes syriennes et russes qui prennent position dans plusieurs villes contrôlées par les FDS,. Le 17 octobre, une délégation américaine à Ankara obtient une trêve de cinq jours. Le 22 octobre, la Turquie et la Russie concluent un accord à Sotchi : celui-ci prévoit un retrait total à 30 kilomètres au-delà de la frontière turque des combattants des YPG et le déploiement de patrouilles russo-turques le long de la frontière. Bien que l'offensive ait été largement condamnée à l'international,, l'opération est un succès pour la Turquie qui obtient sa zone de sécurité. Elle s'achève aussi à l'avantage de la Russie et du régime syrien,. Les Kurdes, contraints de renouer avec Damas, perdent quant à eux leurs espoirs d'autonomie, tandis que la crédibilité diplomatique des États-Unis apparaît affaiblie. En Syrie, les forces américaines ne sont alors plus présentes que dans les régions pétrolières du gouvernorat de Deir ez-Zor et à al-Tanaf, dans le sud du pays,. La décision du président Donald Trump de retirer les troupes américaines de Syrie et d'abandonner les FDS, prise contre l'avis de son administration, est très majoritairement critiquée par l'ensemble de la classe politique américaine.
Dans la nuit du 26 au 27 octobre, Abou Bakr al-Baghdadi, le « calife » de l'État islamique, trouve la mort dans une opération américaine à Baricha, dans le nord du gouvernorat d'Idleb.

### OTAN
Au début de sa présidence, les déclarations à l'emporte-pièce et parfois tapageuse de Trump sur divers sujets de politique étrangère comme l'OTAN, l'Union européenne, les relations avec le Mexique ou avec les alliés asiatiques forcent régulièrement le secrétaire d'État Rex Tillerson, le secrétaire à la défense James Matthis ainsi que le vice-président Mike Pence à faire des déclarations destinées à rassurer les pays alliés des États-Unis sans qu'elles puissent lever toute équivoque. Selon Eliot A. Cohen, qui fut conseiller de Condoleezza Rice au Département d'État, « tout ceci représente une incroyable perte de temps et d'énergie pour les subordonnés [de Trump] ».
Le 17 mars 2017, Donald Trump reçoit la chancelière allemande Angela Merkel et plaide à cette occasion pour que l'Allemagne augmente ses dépenses consacrées à l'OTAN.
Alors qu'avant son entrée en fonction Trump avait qualifié l'OTAN d'« obsolète », il revient le 12 avril 2017 sur cette déclaration après une entrevue avec le secrétaire général de l’alliance, Jens Stoltenberg, en expliquant que « l'Alliance atlantique s'adaptait à sa mission, la lutte contre l'organisation État islamique (EI) » et qu'elle était un « rempart pour la paix internationale ». Selon des rapports de la discussion entre Stoltenberg et Trump, ce dernier semblait impréparé et mal informé au point de vouloir faire de la Corée de Nord, pour laquelle l'OTAN n'a aucune raison d'intervenir, un sujet de la conversation.
Lors du discours qu'il prononce le 25 mai 2017 devant les chefs des États membres de l'OTAN, il leur fait la leçon sur l'insuffisance des budgets que consacrent ces pays à leurs dépenses militaires et à la défense commune et, contrairement à toute attente, omet de confirmer l'engagement irrévocable des États-Unis à appliquer l'article 5 du Traité si le besoin s'en faisait sentir. Ce faisant, il semble que Trump se soit départi de ce qu'il avait convenu avec son Conseiller à la sécurité nationale, H. R. McMaster, son secrétaire à la Défense, James Matthis et son secrétaire d'État, Rex Tillerson, qui avaient passé des semaines à rassurer les alliés de l'OTAN à la suite des propos du président déclarant l'OTAN obsolète et à les assurer du soutien indéfectible des États-Unis à l'OTAN. Selon certaines sources, Trump aurait décidé en dernière minute de ne pas prononcer le discours validé par H. R. McMaster, mais d'en faire un autre dont il n'est pas clair s'il est de sa propre initiative ou s'il a été rédigé par ses conseillers Stephen Bannon et Stephen Miller. Selon Strobe Talbott, qui fut vice-secrétaire d'État sous la présidence de Bill Clinton, le discours de Trump non seulement est « dangereux et dommageable » pour l'OTAN, mais détruit la crédibilité des conseillers du Trump qui avant le discours de Trump s'étaient efforcés de minimiser ses déclarations incendiaires.
Le 9 juin suivant, à l'occasion d'une conférence de presse faisant suite à une rencontre avec le président roumain, en réponse à la question d'un journaliste, il réaffirme finalement l'engagement des États-Unis à appliquer l'article 5 du traité OTAN.

### Pays du pacifique
Le 23 janvier 2017, Donald Trump signe le retrait des États-Unis de l'accord de partenariat transpacifique (TPP).

### Russie

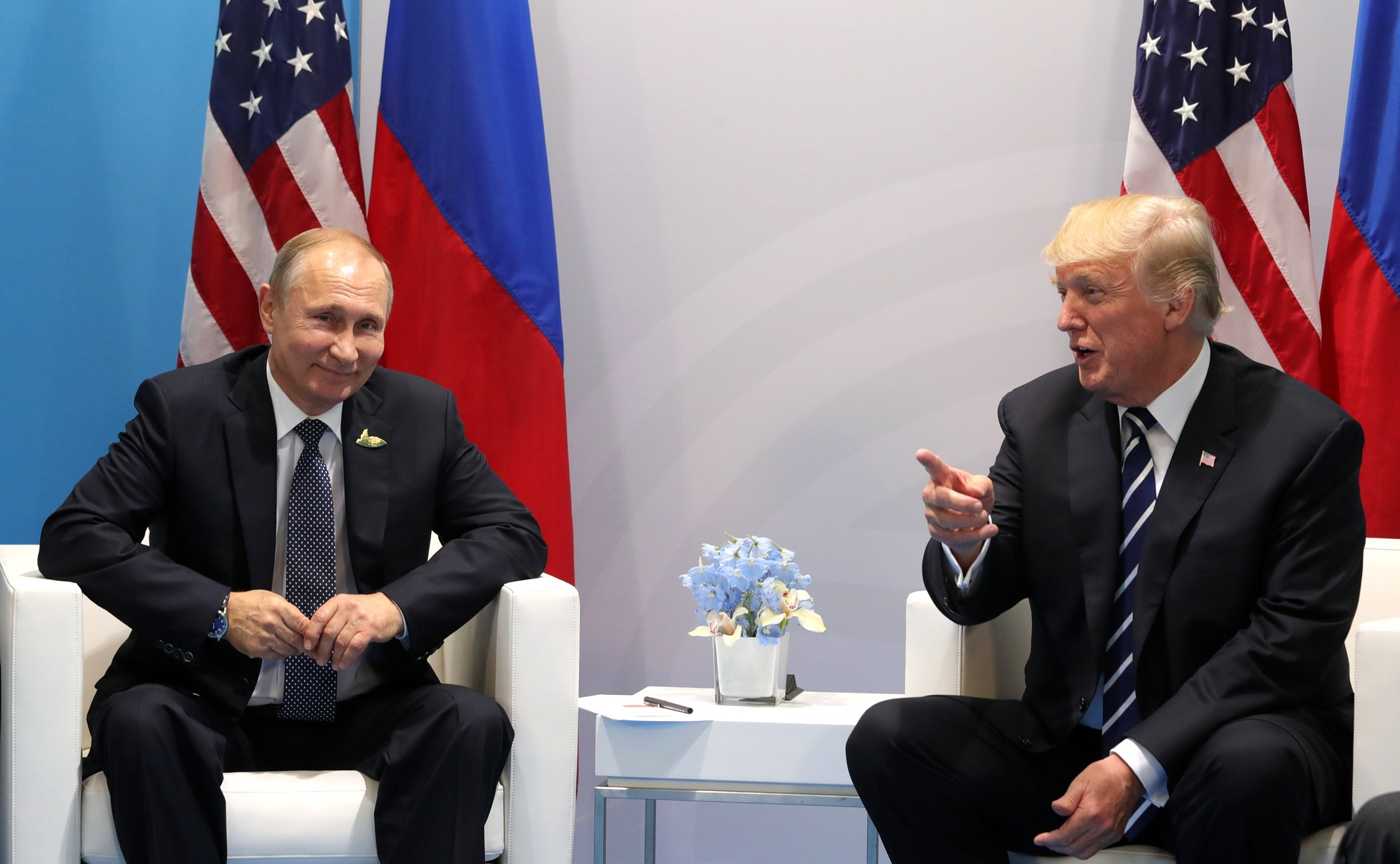
Vladimir Poutine et Donald Trump au sommet du G20 de 2017.

Selon un communiqué, Donald Trump s'est accordé avec Vladimir Poutine : « les deux parties ont exprimé leur volonté de travailler ensemble activement pour stabiliser et développer la coopération russo-américaine sur une base constructive, d’égal à égal, et pour le bénéfice mutuel » et pour que « les présidents se sont déclarés en faveur de la mise en place d’une coordination réelle des actions russes et américaines pour détruire l’État islamique et les autres groupements terroristes en Syrie ». À la suite de cela, Donald Trump a donné 30 jours à ses responsables militaires pour présenter un plan visant à « vaincre » Daech et à « identifier de nouveaux partenaires pour la coalition ».
Alors que la campagne électorale et les premières déclarations de Donald Trump semblaient indiquer une possible amélioration des relations américano-russes, le départ de Michael T. Flynn et l'importance prise par les généraux Mattis et McMaster qui ne « sont pas pro-russes du tout » laissent supposer une attitude nettement plus agressive vis-à-vis de la Russie.
Le président américain et son homologue russe se rencontrent lors d'un sommet russo-américain à Helsinki, capitale de la Finlande, le 16 juillet 2018.
Donald Trump a souvent été attaqué par de nombreux médias américains pour sa supposée connivence avec le gouvernement russe. Le Monde diplomatique souligne cependant que « pendant sa présidence, M. Trump a ordonné le lancement de missiles contre la Syrie (alliée de Moscou), la liquidation de dizaines de mercenaires russes, la livraison d’armes antichars à l’Ukraine, une cyberattaque contre la Russie, ainsi que le retrait des États-Unis d’un accord nucléaire avec l’Iran (dont Moscou était signataire) et du traité Start conclu entre les deux superpuissances nucléaires ».

### Chine
Alors que ses propos étaient particulièrement violents vis-à-vis de la Chine pendant la campagne présidentielle, la présidence de Donald Trump est caractérisée par des relations plutôt cordiales avec son homologue chinois. Tous deux ont en effet adopté une approche pragmatique fondée principalement sur l'économie. Le président Trump s'est rendu en Chine en novembre 2017, négociant des accords commerciaux pour un montant très important (250 milliards de dollars), ainsi qu'un assouplissement des régulations, particulièrement en matière financière.

### Mexique
Le 25 janvier 2017, il signe un décret donnant le coup d'envoi du projet de construction d'un mur le long de la frontière entre les États-Unis et le Mexique, ce qui tend les relations entre les États-Unis et le Mexique, le président mexicain Enrique Peña Nieto annulant sa visite prévue à Washington.

### Cuba
Le 16 juin 2017 Trump annonce vouloir annuler l'accord conclu fin 2014 avec Cuba en motivant sa décision par le caractère « brutal » du régime en place. Cette décision ne remet toutefois pas en cause les relations diplomatiques rétablies à la suite de l'accord de 2014. La décision de Trump se borne à interdire les opérations conclues avec le conglomérat GAESA, aux mains des forces armées cubaines, impliqué dans tous les secteurs de l’économie et dirigé par le général Luis Alberto Rodriguez, gendre de Raúl Castro, ce qui pourrait toutefois influer sur le tourisme, GAESA contrôlant presque quasiment le secteur touristique dans l’île. La décision de Trump est critiquée notamment par la chambre de commerce américaine qui fait valoir que cette décision « limite les possibilités de changements positifs sur l'île » et « risque de laisser la place à d'autres pays ».

### Corée du Nord

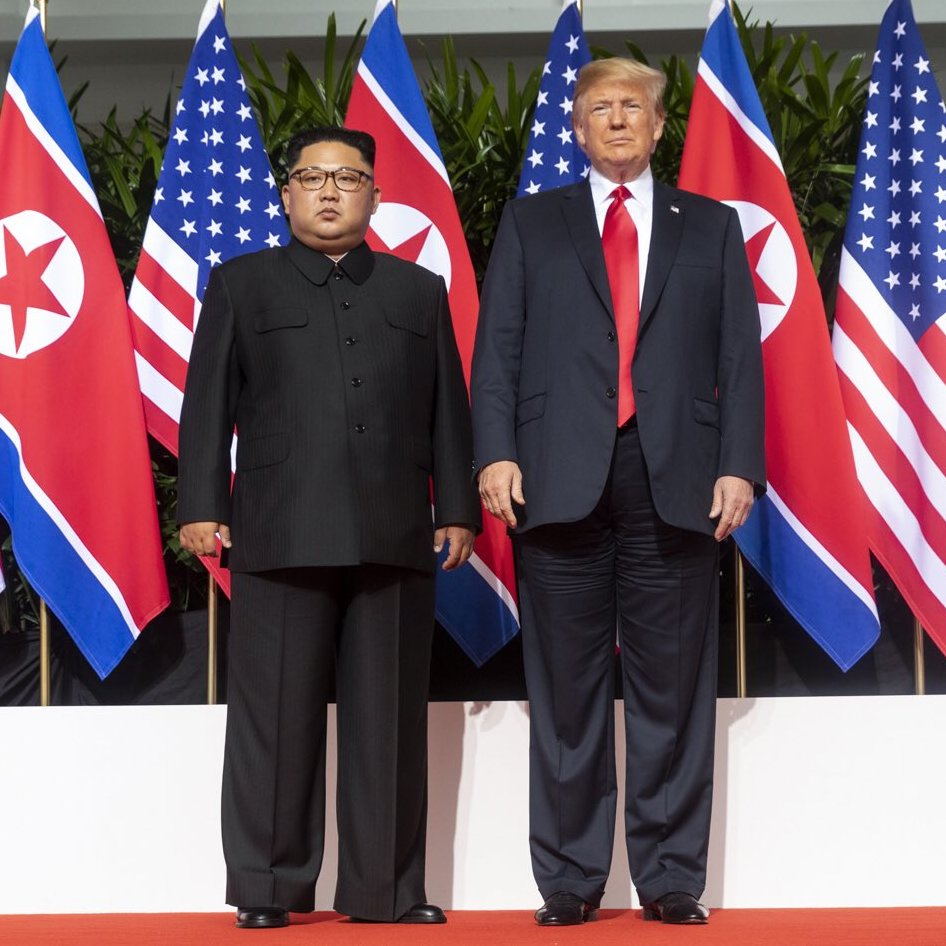
Kim Jong-un et Donald Trump lors du sommet entre la Corée du Nord et les États-Unis à Singapour en 2018

Le 26 juin 2017, le président américain appelle « à s'occuper rapidement du dossier nord-coréen et de la menace que représentent ses programmes nucléaire et balistique » Il estime que « le régime nord-coréen est la source d'énormes problèmes ». L'arrêt de ces programmes est l'une de ses priorités et il compte sur l'influence chinoise afin de freiner les Nord-coréens. La mort d'Otto Warmbier, étudiant américain rapatrié aux États-Unis dans le coma après 18 mois de détention en Corée du Nord, a accentué les tensions entre les deux pays. Donald Trump a qualifié cette affaire de « scandale absolu » les autorités nord-coréennes dénonçant pour leur part « une campagne de diffamation américaine ». Le 27, l'agence centrale de presse coréenne qualifie « la politique du président américain de nazisme du XXIe siècle » en référence au slogan America First symbolisant selon elle « la domination mondiale au travers de moyens militaires, comme ce fut le cas pour le concept d'occupation mondiale de Hitler ».
Le 30 juin, lors de sa rencontre avec le président sud-coréen, Moon Jae-in, à la Maison-Blanche, le président américain a affirmé que « la patience stratégique avec le régime nord-coréen est terminée » le qualifiant de « régime qui n'a aucun respect pour la vie humaine, la sécurité de son peuple et de ses voisins ». Il a ajouté que « les programmes nucléaire et balistique de ce régime exigent une réponse déterminée ». Il a déclaré aussi que les États-Unis travaillaient « étroitement avec la Corée du Sud et le Japon, ainsi qu'avec [ses] partenaires dans le monde, sur un ensemble de mesures diplomatiques, sécuritaires et économiques pour protéger [ses] alliés et [ses] propres citoyens contre cette menace ».
Le 5 juillet, après le tir d'un missile balistique intercontinental la veille, jour de la fête nationale américaine, Donald Trump a tweeté « Est-ce que ce gars n'a rien de mieux à faire de sa vie ? » en référence à Kim Jong-un et « promis à la Corée du Nord une réponse sévère » à la suite d'un appel conjoint avec la France à de nouvelles sanctions contre Pyongyang et de la tenue d'une réunion du Conseil de sécurité des Nations unies. L'ambassadrice américaine à l'ONU, Nikki Haley, a déclaré « que l’une des options résidait dans la force militaire américaine »,,.
En réponse à la rhétorique menaçante de la Corée du Nord Trump déclare le 8 août que « la Corée du Nord ferait mieux de ne plus proférer de menaces envers les États-Unis » et précise qu'elles pourraient se heurter « au feu et à la colère d'une ampleur que le monde n'a jamais vue jusqu'ici ». La Corée du Nord réplique en dévoilant un plan détaillé consistant à tirer en direction de Guam une salve de missiles qui passeraient au-dessus du Japon et s'écraseraient en mer à quelques kilomètres des eaux territoriales américaines. Selon Joseph Henrotin, si la Corée du Nord décidait de mettre sa menace à exécution elle prendrait le risque de subir une humiliation en raison de la complexité de l'opération qui pourrait avoir pour conséquence que les missiles ratent leur cible ou qu'ils soient interceptés par les contre-mesures japonaises ou américaines. L'amiral en retraite James Stavridis interprète les menaces récurrentes de la Corée du Nord de frapper Guam comme « l'aveu que Pyongyang n'a pas vraiment la capacité de frapper le continent américain ».
Alors que plusieurs dirigeants internationaux comme Angela Merkel ou Sergueï Lavrov appellent au calme, Trump poursuit dans le même registre agressif s'attirant ainsi des critiques aux États-Unis, et pousse certains observateurs à poser la question de l'opportunité de laisser la décision d'une frappe nucléaire au seul président. L'ancien sénateur républicain Gordon Humphrey (en) demande pour sa part que Trump soit déclaré inapte à exercer ses fonctions et révoqué en vertu du XXVe amendement à la Constitution.
Début 2018, à la suite de ces pressions, les relations se détendent de façon spectaculaire entre les deux pays, Kim Jong-un proposant à Donald Trump une rencontre (fait inédit entre un dirigeant nord-coréen et un président américain en exercice) et s'engageant à la « dénucléarisation » de la péninsule coréenne en échange de garanties américaines. Trois prisonniers américains sont par ailleurs relâchés par le régime. Le 12 juin, la rencontre annoncée en début d'année entre Donald Trump et Kim-Jong-un prend la forme d'un sommet entre la Corée du Nord et les États-Unis à Singapour.
Fin février 2019, a lieu un deuxième sommet entre la Corée du Nord et les États-Unis à Hanoï, au Viêt Nam. L'issue du sommet ne permet pas l'avancée des négociations pour aboutir à un accord sur la dénucléarisation de la péninsule coréenne.
Le 30 juin 2019, Trump devient le premier président américain de l'histoire à fouler le sol nord-coréen. Pour Trump, « c’est un grand jour pour le monde ». Kim Jong-Un déclare à ce titre que « Le fait que les deux pays, en dépit d’une longue relation d’hostilité, aient pu se serrer la main pour la paix à l’endroit qui symbolise la division (…) démontre que le présent est meilleur que le passé ».

### Corée du Sud
Le 2 septembre 2017, le Washington Post annonce que Trump envisagerait de dénoncer l'accord commercial liant les États-Unis à la Corée du Sud malgré l'opposition affichée par le secrétaire à la Défense James Matthis, le Conseiller à la Sécurité Nationale H.R. McMaster et le Directeur du Conseil économique national Gary Cohn.

### Afghanistan
L'administration Trump peine à définir et à mettre en place une politique destinée à résoudre le conflit afghan dans lequel le pays est englué depuis seize ans. Le secrétaire à la Défense, James Matthis, suggère d'accroître les effectifs américains présents sur place. Selon NBC News, lors d'une réunion tenue à la salle de crise de la Maison-Blanche le 19 juillet 2017 Trump se serait plaint de ce que les États-Unis étaient en train de perdre la guerre, de l'attitude l'OTAN et de l'incapacité de ses conseillers militaires de résoudre le problème. Il aurait en outre posé la question d'une possible mainmise sur les ressources minières afghanes et envisagé le limogeage du général John W. Nicholson Jr. (en) qui commande les troupes américaines en Afghanistan. Les déclarations de Trump auraient suscité des critiques. Ainsi, l'amiral en retraite James Stavridis, qui fut notamment à la tête du SACEUR qui explique que pour lui « le problème fondamental est l'absence de décision à Washington, et plus spécifiquement à la Maison-Blanche ».
Le 21 août 2017, après avoir envisagé de retirer entièrement ses troupes d'Afghanistan, Donald Trump décide finalement d'envoyer 4 000 hommes en renfort. Selon The Washington Post, le président américain s'est laissé convaincre par le général McMaster, lorsque ce dernier a présenté une photo prise à Kaboul en 1972 sur laquelle apparaissent des femmes afghanes portants des minijupes afin de « lui montrer que les normes occidentales existaient alors et pourraient faire leur retour »,,.

### France

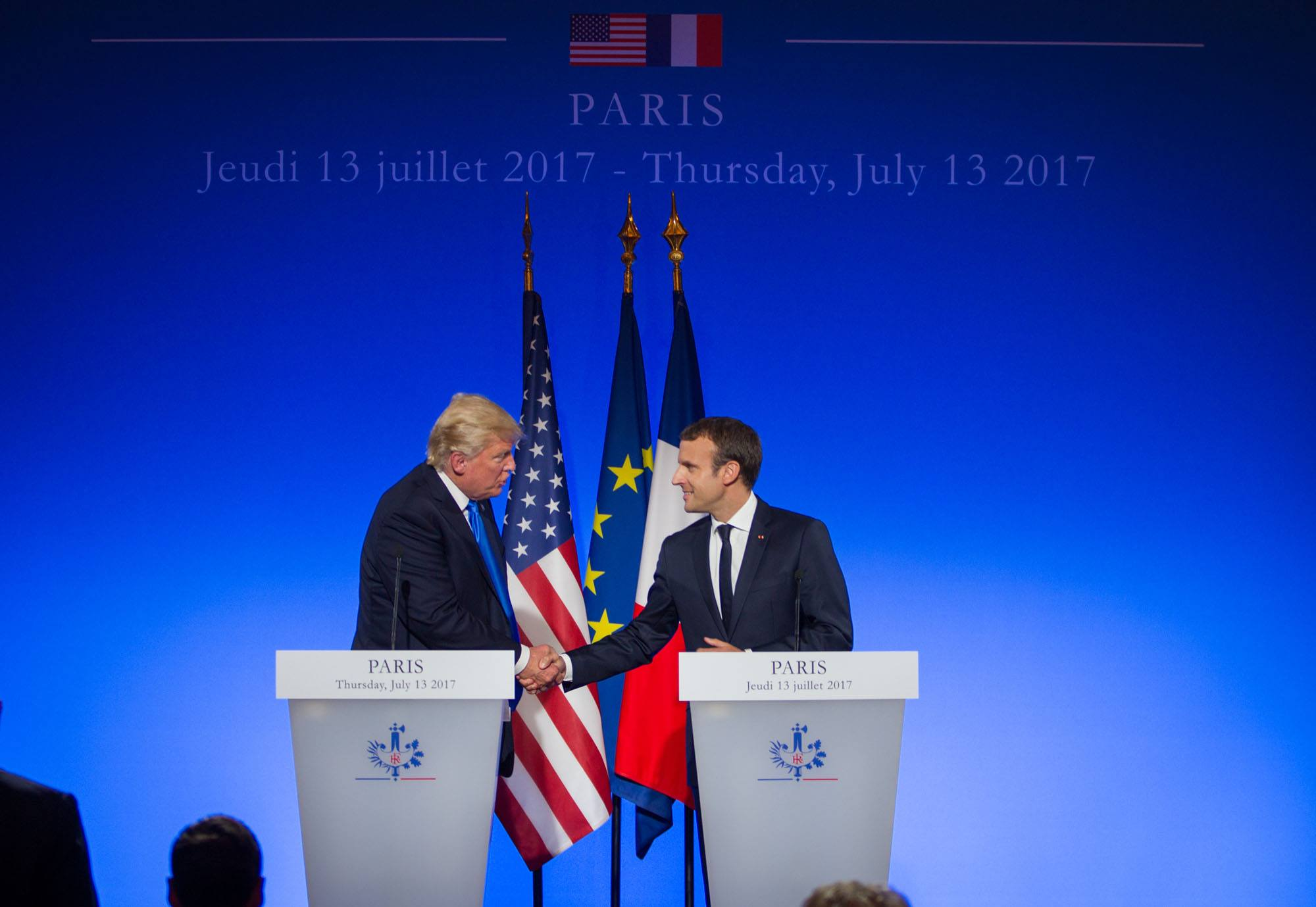
Donald Trump et Emmanuel Macron à Paris le 13 juillet 2017.

Le 13 juillet 2017, Donald Trump rencontre le président de la République française, Emmanuel Macron, à Paris, pour une rencontre entre « amis » malgré les divergences sur l'accord de Paris sur le climat. Trump assiste le lendemain avec son épouse Melania au défilé militaire du 14 Juillet.
Le 13 novembre 2018, Trump publie sur son compte Twitter, Make France Great Again, après la proposition du président français de vouloir créer une armée européenne. Trump ironise sur l'occupation allemande pendant la Seconde Guerre mondiale pour justifier son opposition à la création d'une armée européenne. Il déclare notamment « Le problème est qu'Emmanuel Macron souffre d'une très faible cote de popularité en France, 26%, et un taux de chômage à près de 10% ». Le président américain critique également la politique commerciale entre les deux pays notamment sur le vin français et ajoute que « Le problème est que la France rend la tâche très difficile aux États-Unis de vendre son vin en France et applique des tarifs élevés alors que les États-Unis rendent ça facile pour les vins français et appliquent de très bas tarifs ».

### Israël et Palestine
Le 6 décembre 2017, Donald Trump reconnaît Jérusalem comme capitale d’Israël.
Les États-Unis retirent leurs financements à l’agence onusienne de soutien aux réfugiés palestiniens (UNRWA), et expulsent la représentation de l’Organisation de libération de la Palestine (OLP) à Washington.
Donald Trump reconnait en mars 2019 l’annexion par Israël du plateau du Golan, ce qu’aucun autre pays n’a fait, la communauté internationale considérant le Golan comme un territoire syrien sous occupation israélienne. Benyamin Netanyahou décide le mois suivant de baptiser une colonie israélienne sur le plateau du Golan du nom de Donald Trump.
Washington annonce en novembre 2019 reconnaitre la « légalité » des colonies israéliennes, en dépit du droit international. Le nombre de logements israéliens construits dans les territoires palestiniens occupés depuis que Donald Trump est président des États-Unis a augmenté de 90 %.

### Royaume-Uni
Donald Trump estime que le plan de Theresa May pour le retrait du Royaume-Uni de l'Union européenne est mauvais pour le commerce entre les deux pays et qu'il favorise plutôt l'Union européenne.
Le 3 juin 2019, Trump entame une visite d'État de trois jours au Royaume-Uni. Il est accueilli par la reine Élisabeth II au palais de Buckingham et rencontre la Première ministre démissionnaire Theresa May.

### Autres pays
En février 2017, le premier contact entre le Premier ministre australien Malcolm Turnbull et le président Trump est tendu, notamment sur la question d'un accord signé avec Barack Obama sur la réinstallation de réfugiés des centres de détention australiens de Nauru et Manus.
Le 13 novembre 2018, Trump nomme John Abizaid comme ambassadeur américain en Arabie saoudite. Ce dernier a notamment combattu en Irak. Le 20 novembre, en pleine affaire Jamal Khashoggi, Trump déclare que « les États-Unis entendent rester un partenaire inébranlable de l'Arabie saoudite » et ce malgré le fait que selon plusieurs médias américains, dont le Washington Post, que la CIA n'a plus de doutes sur la responsabilité de Mohammed ben Salmane (MBS) dans l'assassinat du journaliste saoudien et critique du royaume.

### Crise diplomatique au Qatar en 2017
Lors de la crise diplomatique qui oppose le Qatar à plusieurs pays arabes, dont l'Arabie saoudite, les Émirats arabes unis, Bahreïn et l'Égypte, et qui débouche sur un blocus du Qatar, il prend à plusieurs reprises des positions qui contredisent manifestement celles énoncées par le Département d'état sous l'égide de Rex Tillerson. Alors que Tillerson plaide pour un allégement du blocus imposé au Qatar en faisant valoir qu'il gêne les actions menées contre l'État islamique où les États-Unis disposent de l'importante base aérienne d'Al Oudeid et en invoquant des raisons humanitaires, moins de deux plus tard Trump diffuse un Tweet dans lequel il se réjouit de l'action ferme de l'Arabie Saoudite et des autres pays à l'égard du Qatar qu'il accuse de financer le terrorisme islamiste. Trump perd toutefois de vue que l'Arabie Saoudite a souvent été accusée de financer des groupes terrorisme et de favoriser le terrorisme islamiste en favorisant l'expansion du wahhabisme. Trump lui-même avait lancé ce genre d'accusations contre l'Arabie saoudite lors de sa campagne électorale. Cette prise de position du président affaiblit la crédibilité de la politique étrangère des États-Unis. Commentant la position prise par Trump dans cette affaire, le directeur général de Qatar Airways exprime sa déception et déclare qu'il s'était attendu à ce que Trump soit « plus sagace ».

### Venezuela
Au cours de sa campagne pour la présidence des États-Unis, Donald Trump évoque peu le Venezuela. Toutefois, après son élection, il adopte une ligne dure et proclame ouvertement sa volonté de parvenir à un changement de régime. Il rappelle qu’une « solution militaire » constitue une hypothèse et instaure une série de lourdes sanctions économiques contre Caracas. La majorité des gouvernements d'Amérique latine se joignent aux efforts de Washington pour renverser le gouvernement vénézuélien.
Face à la crise politique, constitutionnelle et économique qui se développe au Venezuela, où le président Nicolás Maduro est fortement contesté en raison des mesures qu'il a prises, Trump évoque le 11 août 2017 lors d'une conversation avec des journalistes avoir « de nombreuses options pour le Venezuela, y compris une possible option militaire si nécessaire ». Le sénateur républicain Ben Sasse déclare refuser l'option militaire et rappelle que le Congrès n'a pas autorisé une guerre au Venezuela. Plusieurs gouvernements d'Amérique du Sud rejettent fermement l'idée d'une intervention militaire au Venezuela alors que les paroles de Trump alimentent le discours du gouvernement vénézuélien qui justifie depuis des mois les troubles que connaît le pays par un « complot » mis en œuvre par les États-Unis.
Le 23 janvier 2019, il affiche son soutien à Juan Guaidó en le reconnaissant président par intérim. Guaidó est le principal opposant politique de Maduro lors de la crise présidentielle au Venezuela. Elliott Abrams, surnommé le « secrétaire d’État aux sales guerres », est nommé au poste d'envoyé spécial au Venezuela.
Pour l’ancien rapporteur indépendant auprès des Nations unies Alfred de Zayas, les sanctions américaines, qui se sont considérablement accrues depuis 2017, relèvent de « crimes contre l’humanité », puisqu’elles aggravent la situation économique et sociale du pays.
Les États-Unis accusent en avril 2020 le président vénézuélien de « narcoterrorisme » et proposent 15 millions de dollars pour toute information menant à sa capture. Ils massent ensuite une flotte de guerre à proximité du Venezuela dans ce qui constitue le plus grand déploiement militaire américain dans la Caraïbe depuis l'invasion du Panama en 1989. Le déploiement est également soutenu par 22 pays alliés aux États-Unis.

### Accord de partenariat transpacifique
Une des premières décisions prises par Donald Trump lors de son accession à la présidence est de révoquer avant même son entrée en vigueur l'accord de partenariat transpacifique longuement négocié par l'administration Obama avec onze autres pays d'Asie-Pacifique. Ce retrait a pour effet de priver la production agricole américaine de tarifs douaniers réduits qui lui auraient permis un accès plus simple à certains marchés asiatiques comme le Japon. Elle ouvre également la porte à d'autres concurrents, comme l'Union européenne qui finalisent en juillet 2017 un accord de libre échange avec le Japon qui était en négociation depuis 2011. Les autres pays parties à l'accord dénoncé entrent dans des négociations bilatérales qui, si elles se concluent, pourraient encore affaiblir la position commerciale des États-Unis sur les marchés concernés.

## Relations avec la presse
Le début de sa présidence est marqué par une relation conflictuelle entre Trump ainsi que plusieurs membres de son cabinet et la presse, accusée de mentir sans vergogne. Selon Dan Rather, la façon dont l'administration Trump se comporte vis-à-vis de la presse serait sans précédent dans l'histoire des États-Unis.
Dès le lendemain de son investiture, Trump en personne, relayé ensuite par son porte-parole Sean Spicer, contestent les rapports de la presse faisant état d'une foule bien moins nombreuse que celle présente à Washington lors de la première prestation de serment de Barack Obama. Selon Spicer, qui accuse la presse d'avoir manipulé les images, il s'agit de « la plus grande foule qui ait jamais assisté à une investiture, point final ». Interrogée au sujet de la déclaration de Spicer, Kellyanne Conway, conseillère du président Trump, évoque des « faits alternatifs ».
Le 21 janvier 2017, alors qu’il est en déplacement au siège de la CIA Trump déclare « comme vous le savez, je suis actuellement en guerre contre les médias. Ils font partie des êtres humains les plus malhonnêtes de la planète ».
Vivement critiqué pour son décret interdisant l’entrée aux États-Unis de ressortissants de certains pays à majorité musulmane, Donald Trump explique lors d’une allocution à la base militaire de MacDill, centre de la lutte contre le groupe État islamique, que l’EI est engagé dans une campagne de génocide à travers le monde. Il ajoute « Vous avez vu ce qui s'est passé à Paris et à Nice. Cela se passe à travers toute l'Europe. On est arrivé à un point où (les attaques) ne sont même plus rapportées par les médias ». Interpellé sur ce point par la presse à bord de l’avion présidentiel qui revient de Floride, Sean Spicer promet de fournir une liste en expliquant qu’il y avait « beaucoup d’exemples » d’attentats qui n’auraient pas bénéficié de la « couverture qui aurait été appropriée ».
Quelques heures plus tard, il fournit à la presse une liste de 78 attentats qui comprend entre autres des attentats aussi médiatisés que les attentats de Paris en novembre 2015, ceux de Bruxelles en mars 2016 ou de San Bernardino en décembre 2015, ce qui rend perplexes les journalistes. Après un examen rapide de la liste le site Les Décodeurs note que les vingt premiers attentats qu'elle mentionne ont tous fait l’objet d’une couverture médiatique. Seules sept des 78 attaques mentionnées dans la liste ont fait l'objet de moins de cinquante articles de presse et aucun décès n'a été enregistré en raison de ces sept attaques
Une conférence de presse, organisée le 16 février 2017, au cours de laquelle Donald Trump annonce notamment la candidature d'Alexander Acosta au poste de secrétaire au Travail et revient sur le limogeage de Michael T. Flynn, va tourner à la mise en accusation pendant près de 80 minutes de la presse, accusée de diffuser de fausses nouvelles, et de faire preuve de « haine » à son égard,. Selon certains commentaires émanant de politiciens républicains, Trump ne serait toujours pas passé d'un mode de communication propre à une campagne électorale à un mode de communication plus en rapport avec des fonctions gouvernementales.
Le lendemain, il accuse le New York Times, NBC News, ABC, CBS et CNN d'être les « ennemis du peuple américain ». Prenant prétexte du commentaire louangeur de l'éditorialiste conservateur Rush Limbaugh au sujet de sa conférence de presse, il accuse à nouveau les médias qui n'en ont pas fait autant d'être malhonnêtes. Le New York Times relève que certaines des affirmations lancées par Trump pendant la campagne électorale et après son élection font écho aux théories du complot dont est coutumier Alex Jones.
S'exprimant en compagnie de Reince Priebus lors de la Conservative Political Action Conference, Stephen Bannon explique que la couverture de Trump par les médias va, selon lui, empirer. Le lendemain, Donald Trump accuse lors de la même conférence les médias d'inventer des sources lorsqu'ils n'en ont pas, en faisant clairement références aux articles du Washington Post ayant provoqué la démission de Michael T. Flynn. Reprenant une suggestion de Priebus, il explique que les médias « ne devraient pas citer des sources sans mentionner leurs noms ». Le même jour, Sean Spicer déclenche une nouvelle polémique en interdisant aux représentants de plusieurs grands médias, dont CNN, le New York Times, Politico, le Los Angeles Times et la BBC, l'accès à son point presse quotidien. En revanche, des médias de moindre importance, mais conservateurs et supportant Donald Trump tels Breitbart News et One America News Network, y sont conviés. Le Washington Post note qu'en décembre 2016, Spicer expliquait publiquement le fait pour un gouvernement de laisser un accès libre à la presse est « ce qui fait d'une démocratie une démocratie et la distingue d'une dictature, ».
Fin mai 2017, le directeur de la communication à la Maison-Blanche Mike Dubke donne sa démission.
Le 21 juillet 2017 Trump annonce sa décision de nommer Anthony Scaramucci, un ancien financier ayant travaillé notamment pour Goldman Sachs, directeur de la communication de la Maison-Blanche et de faire de Sarah Huckabee Sanders la porte-parole de la Maison-Blanche. En réaction Sean Spicer annonce le même jour sa démission.
Une semaine après sa nomination, Scaramucci, qui avait menacé de limoger tout le personnel chargé de la communication à la Maison-Blanche pour mettre un terme aux fuites récurrentes vers la presse, s'en prend violemment à Reince Priebus et Stephen Bannon lors d'une conversation téléphonique avec un journaliste du New Yorker, destinée à obtenir du journaliste des informations sur la source qui lui avait dévoilé la tenue d'un dîner à la Maison-Blanche réunissant Scaramucci, Donald et Melania Trump ainsi que Sean Hannity et l'ancien coprésident de Fox News Channel, Bill Shine. Après avoir essuyé plusieurs refus, il se convainc que Priebus, qu'il décrit comme « un putain de schizophrène paranoïde, un paranoïaque », pourrait être à l'origine des fuites. Il assure ensuite que contrairement à d'autres officiels, il ne cherche pas l'attention des médias et déclare : « je suis pas Steve Bannon, j'essaie pas de sucer ma propre bite, ». Sarah Huckabee Sanders justifie ces excès de langage par la « passion » que mettrait Scaramucci à servir le président.
Le 31 juillet 2017, soit dix jours après sa prise de fonction, Scaramucci est limogé à la demande du nouveau chef de cabinet de la Maison-Blanche, John F. Kelly.
En réaction au traitement que lui réservent les médias, qu'il considère biaisé, Trump décide de lancer une chaîne de télévision en ligne baptisée « real news » financée par son fonds de réélection. Il en confie la direction à sa belle-fille Lara Trump, épouse de son fils Eric.
Furieux du traitement que lui réservent les médias, Trump fait part à plusieurs reprises de son intention de renforcer les lois condamnant la diffamation, semblant ignorer que sur ce point l'initiative de légiférer appartient aux États, et non aux institutions fédérales. En outre, depuis l'arrêt New York Times Co. v. Sullivan prononcé par la Cour suprême en 1964, une personne occupant une charge publique ne peut poursuivre un média en diffamation qu'en prouvant que le média a agi avec une réelle intention de nuire.
À la suite des constantes attaques de Trump contre la presse et les journalistes parfois décrits par l'intéressé comme « les ennemis du peuple » plus de trois cents journaux publient le 16 août 2018 à l'initiative du Boston Globe des éditoriaux qui soulignent le rôle de la presse dans un régime démocratique et insistent sur l'importance de la liberté de la presse. Le même jour le Sénat adopte à l'unanimité une motion déclarant que « la presse n'est pas l'ennemie du peuple » et réaffirme « le rôle vital et indispensable que joue la presse libre pour informer les électeurs, découvrir la vérité, agir comme un moyen de contrôle du pouvoir inhérent au gouvernement, approfondir les discours et débats nationaux, et plus généralement participer aux progrès de nos normes et libertés démocratiques les plus appréciées ».

## Controverses

### Accusations de conflits d'intérêts
Dès le début de sa présidence, Donald Trump et des membres de sa famille se voient reprocher de multiples conflits d'intérêts, notamment parce que Trump a refusé de céder les parts de son empire commercial lors de son accession à la Maison-Blanche, se bornant à transmettre le contrôle de son conglomérat à ses fils Donald Trump, Jr. et Eric Trump ainsi qu'à son directeur financier Allen Weisselberg (en).
Les critiques et les accusations de conflits d'intérêts sont récurrents au cours des premiers mois de sa présidence et débouchent le 12 juin 2017 sur les plaintes déposées contre le président Trump par les procureurs généraux du Maryland et du District de Columbia, qui considèrent qu'il est au centre d'une « violation sans précédent de la Constitution ». Une plainte similaire avait été déposée le 23 janvier précédent par l'association Citizens for Responsibility and Ethics in Washington (en).
Le 14 juin 2017, 196 sénateurs et représentants démocrates au Congrès déposent une plainte similaire, basée sur l'article premier, section 9, clause 8 de la Constitution des États-Unis, dite clause des émoluments étrangers ou clause des titres nobiliaires. Cette clause interdit à toute personne occupant une fonction publique d'« accepter cadeau, émoluments, fonction ou titre de quelque sorte que ce soit d'un roi, prince, ou d'un État étranger » sans l'accord du Congrès. Dans leur plainte, ces élus rappellent que cette clause « a été adoptée pour s'assurer que les dirigeants de notre nation ne seraient pas corrompus par une influence étrangère ou qu'ils ne placeraient pas leurs intérêts financiers particuliers devant l'intérêt national », et que l'absence de coupure nette entre Trump et ses entreprises place celui-ci dans une situation de conflit d'intérêts permanent.

### Mensonges
Dans un article publié sur CNN, le journaliste Daniel Dale (en), qui a passé les quatre années de la présidence de Trump à « factchecker » de nombreuses affirmations du président, liste quinze des mensonges les plus notables et les plus « ridicules » durant toute sa présidence. Ceux-ci vont de l'affirmation qu'il n'aurait pas plu durant son inauguration à celle qui explique que la pandémie de Covid-19 est sous contrôle, en passant par le Sharpiegate (en).